# Liste des espèces d'oiseaux du Belize
Ceci est une liste d'oiseaux repérés au Belize. Ce pays compte environ 450 îlots et petites îles situés dans la mer des Caraïbes auxquels s'ajoute la partie continentale coincée entre le sud du Mexique et l'est du Guatemala. On y compte 597 espèces d'oiseaux dont 8 sont globalement menacées et 4 ont été introduites par l'Homme. Cette liste suit les conventions reprises dans l'ouvrage de James F. Clements « La liste de contrôle des oiseaux du monde », 6e édition. Les espèces introduites et rares sont comptabilisées dans le total des espèces présentes au Belize.

## Tinamous
Ordre : Tinamiformes - Famille : Tinamidae
Les Tinamiformes ont longtemps étaient classés dans l'ordre des Galliformes avant d'être regroupés dans un ordre spécifique. Ce sont des oiseaux dodus, terricoles, volant très rarement

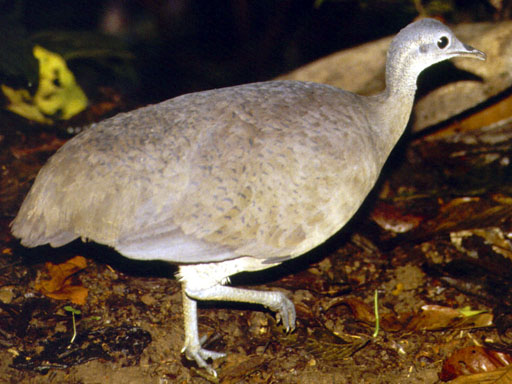
Grand Tinamou

- Grand Tinamou (Tinamus major)
- Tinamou soui (Crypturellus soui)
- Tinamou cannelle (Crypturellus cinnamomeus)
- Tinamou de Boucard (Crypturellus boucardi)

## Hoccos, ortalides et pénélopes
Ordre : Galliformes - Famille : Cracidae
Les Cracidés sont une famille d'oiseaux arboricoles que l'on ne rencontre que sur le continent américain.
- Ortalide chacamel (Ortalis vetula)
- Pénélope panachée (Penelope purpurascens) Quasi menacée
- Grand Hocco (Crax rubra) Vulnérable

## Colins
Ordre : Galliformes - Famille : Odontophoridae
Les Odontophoridés sont des oiseaux terrestres de petite taille avec de courtes ailes.
- Colin à gorge noire (Colinus nigrogularis)
- Tocro tacheté (Odontophorus guttatus)
- Colin chanteur (Dactylortyx thoracicus) Rare/Accidentel

## Dindons
Ordre : Galliformes - Famille : Phasianidae
Les Phasianidés sont une famille qui regroupent les faisans, les paons, les perdrix, etc. Ce sont des oiseux terrestres au corps dodu.
- Dindon ocellé (Meleagris ocellata) Quasi menacé

## Canards, fuligules, oies et sarcelles
Ordre : Anseriformes - Famille : Anatidae
Les Anatidés forment la famille la plus importante de l'ordre des Anseriformes. Elles regroupent des oiseaux aquatiques, aux pattes palmées, comme les canards, les oies, les cygnes, etc.

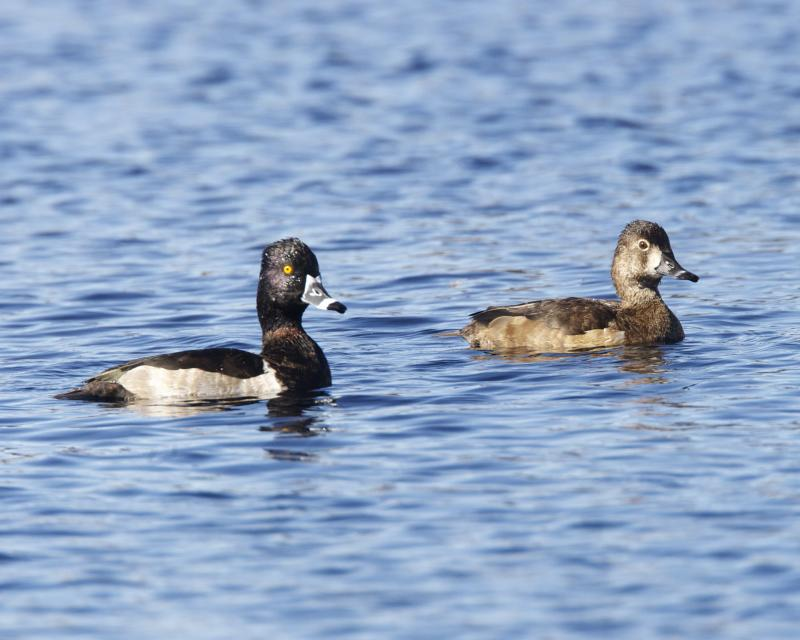
Fuligule à collier

- Dendrocygne à ventre noir (Dendrocygna autumnalis)
- Dendrocygne fauve (Dendrocygna bicolor) Rare/Accidentel
- Bernache du Canada (Branta canadensis) Rare/Accidentel
- Oie des neiges (Anser caerulescens) Rare/Accidentel
- Oie rieuse (Anser albifrons) Rare/Accidentel
- Canard musqué (Cairina moschata)
- Sarcelle cannelle (Spatula cyanoptera)
- Sarcelle à ailes bleues (Spatula discors)
- Canard souchet (Spatula clypeata)
- Canard chipeau (Mareca strepera) Rare/Accidentel
- Canard d'Amérique (Mareca americana)
- Canard colvert (Anas platyrhynchos) Rare/Accidentel
- Canard pilet (Anas acuta)
- Sarcelle d'hiver (Anas crecca)
- Fuligule à tête rouge (Aythya americana) Rare/Accidentel
- Fuligule à collier (Aythya collaris) Rare/Accidentel
- Fuligule milouinan (Aythya marila) Rare/Accidentel
- Petit Fuligule (Aythya affinis)
- Harle couronné (Lophodytes cucullatus) Rare/Accidentel
- Harle huppé (Mergus serrator) Rare/Accidentel
- Erismature routoutou (Nomonyx dominicus)
- Erismature rousse (Oxyura jamaicensis) Rare/Accidentel

## Ibijaus
Ordre : Caprimulgiformes - Famille : Nyctibiidae
Les Nyctibiidés sont des oiseaux nocturnes de taille moyenne. Ils ont une grosse tête et un petit corps ainsi que de courtes pattes.
- Grand Ibijau (Nyctibius grandis)
- Ibijau jamaïcain (Nyctibius jamaicensis)

## Engoulevents
Ordre : Caprimulgiformes - Famille : Caprimulgidae
Les Caprimulgidés sont des oiseaux crépusculaires et nocturnes, aux longues ailes étroites. Ils ont des pattes courtes aux doigts puissants.

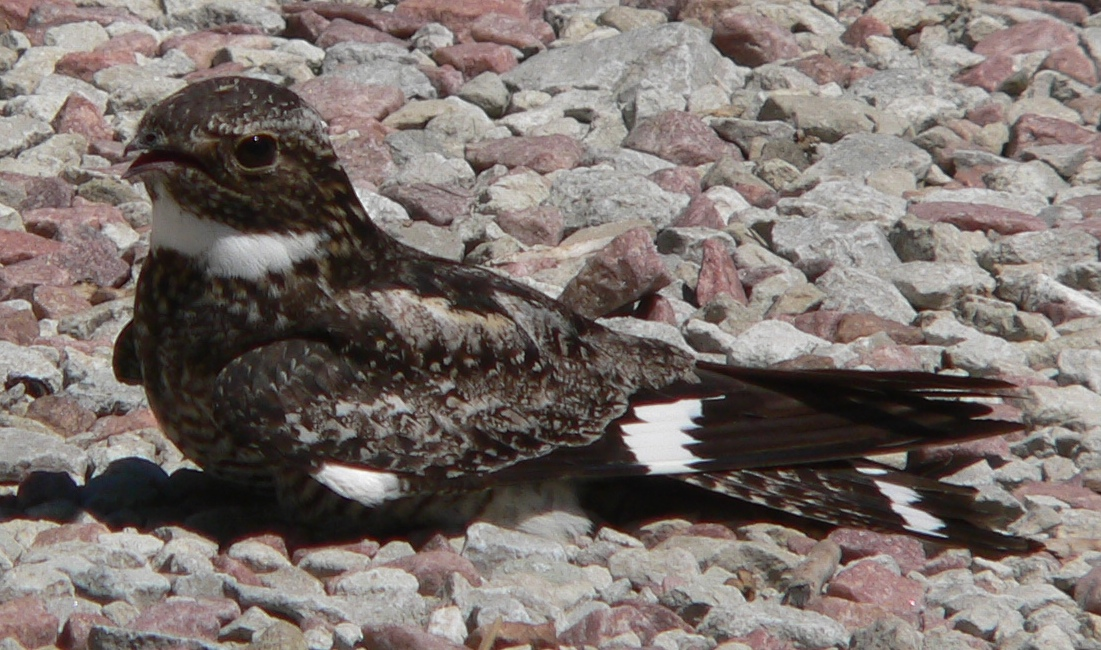
Engoulevent d'Amérique

- Engoulevent minime (Chordeiles acutipennis)
- Engoulevent d'Amérique (Chordeiles minor)
- Engoulevent à queue courte (Lurocalis semitorquatus) Rare/Accidentel
- Engoulevent pauraqué (Nyctidromus albicollis)
- Engoulevent du Yucatan (Nyctiphrynus yucatanicus)
- Engoulevent de Caroline (Antrostomus carolinensis)
- Engoulevent maya (Antrostomus badius)
- Engoulevent bois-pourri (Antrostomus vociferus)

## Martinets
Ordre : Apodiformes - Famille : Apodidae
Les Apodidés sont des oiseaux qui passent la majeure partie de leur temps en vol. Certains d'entre eux sont parmi les animaux les plus rapides.
- Martinet à menton blanc (Cypseloides cryptus)
- Martinet sombre (Cypseloides niger) Rare/Accidentel
- Martinet à collier roux (Streptoprocne rutila)
- Martinet à collier blanc (Streptoprocne zonaris)
- Martinet de Vaux (Chaetura vauxi)
- Martinet ramoneur (Chaetura pelagica) Quasi menacé
- Martinet de Cayenne (Panyptila cayennensis)

## Arianes, colibris et ermites
Ordre : Apodiformes - Famille : Trochilidae
Les Trochilidés sont des oiseaux-mouches.

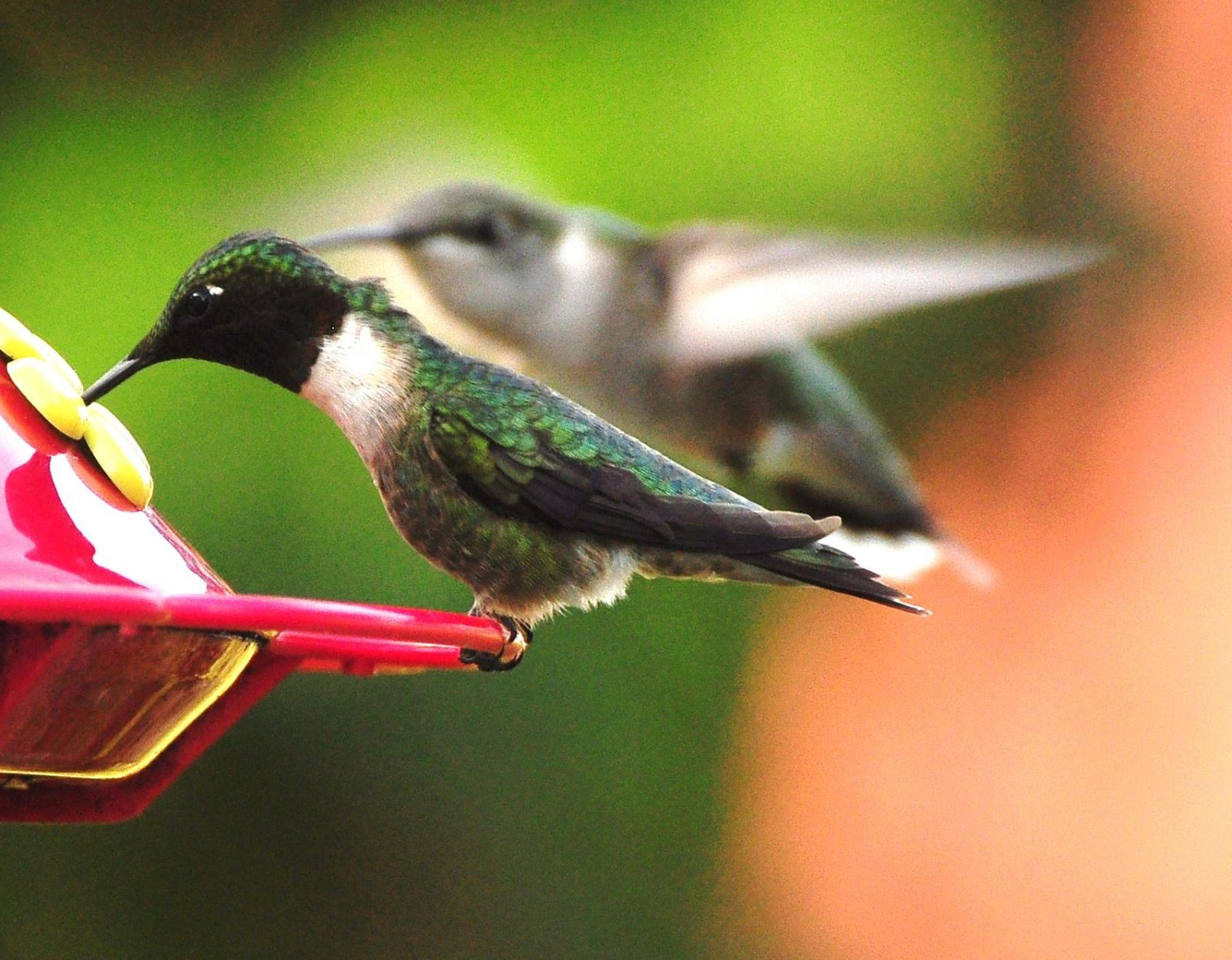
Colibri à gorge rubis

- Colibri jacobin (Florisuga mellivora)
- Ermite de Rucker (Threnetes ruckeri)
- Ermite à gorge rayée (Phaethornis striigularis)
- Ermite à longue queue (Phaethornis longirostris)
- Colibri de Delphine (Colibri delphinae)
- Colibri féerique (Heliothryx barroti)
- Mango de Prévost (Anthracothorax prevostii)
- Coquette d'Hélène (Lophornis helenae)
- Colibri corinne (Heliomaster longirostris)
- Colibri à gorge rubis (Archilochus colubris)
- Émeraude de Canivet (Cynanthus canivetii)
- Campyloptère à queue large (Pampa curvipennis)
- Colibri à tête violette (Klais guimeti) Rare/Accidentel
- Campyloptère violet (Campylopterus hemileucurus)
- Dryade couronnée (Thalurania colombica)
- Colibri à épaulettes (Eupherusa eximia)
- Colibri de Cuvier (Phaeochroa cuvierii)
- Ariane à couronne azur (Saucerottia cyanocephala)
- Ariane cannelle (Amazilia rutila)
- Ariane du Yucatan (Amazilia yucatanensis)
- Ariane à ventre gris (Amazilia tzacatl)
- Ariane candide (Chlorestes candida)
- Saphir d'Elicia (Chlorestes eliciae)

## Coucous
Ordre : Cuculiformes - Famille : Cuculidae
Les Cuculidés sont des oiseaux arboricoles, non parasites. Ce sont principalement des insectivores.
- Ani à bec lisse (Crotophaga ani)

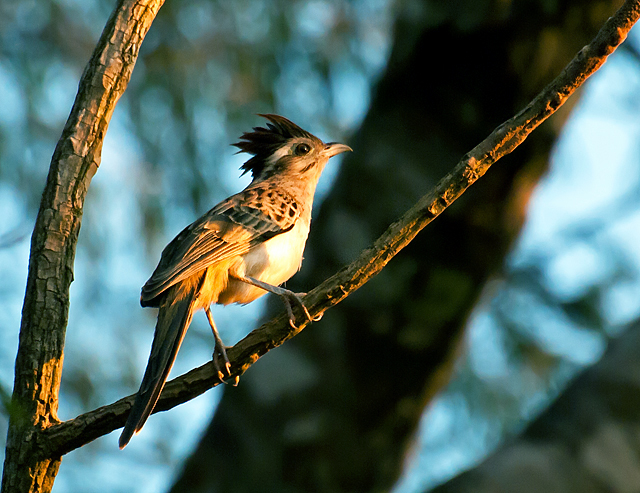
Géocoucou tacheté

- Ani à bec cannelé (Crotophaga sulcirostris)
- Géocoucou tacheté (Tapera naevia)
- Géocoucou faisan (Dromococcyx phasianellus)
- Piaye écureuil (Piaya cayana)
- Coulicou à bec jaune (Coccyzus americanus)
- Coulicou manioc (Coccyzus minor)
- Coulicou à bec noir (Coccyzus erythropthalmus)

## Colombes, pigeons et tourterelles
Ordre : Columbiformes - Famille : Columbidae
Les Columbidés sont la seule famille encore existante de l'ordre des Columbiformes. Ce sont des oiseaux à petite tête, pattes et bec courts.

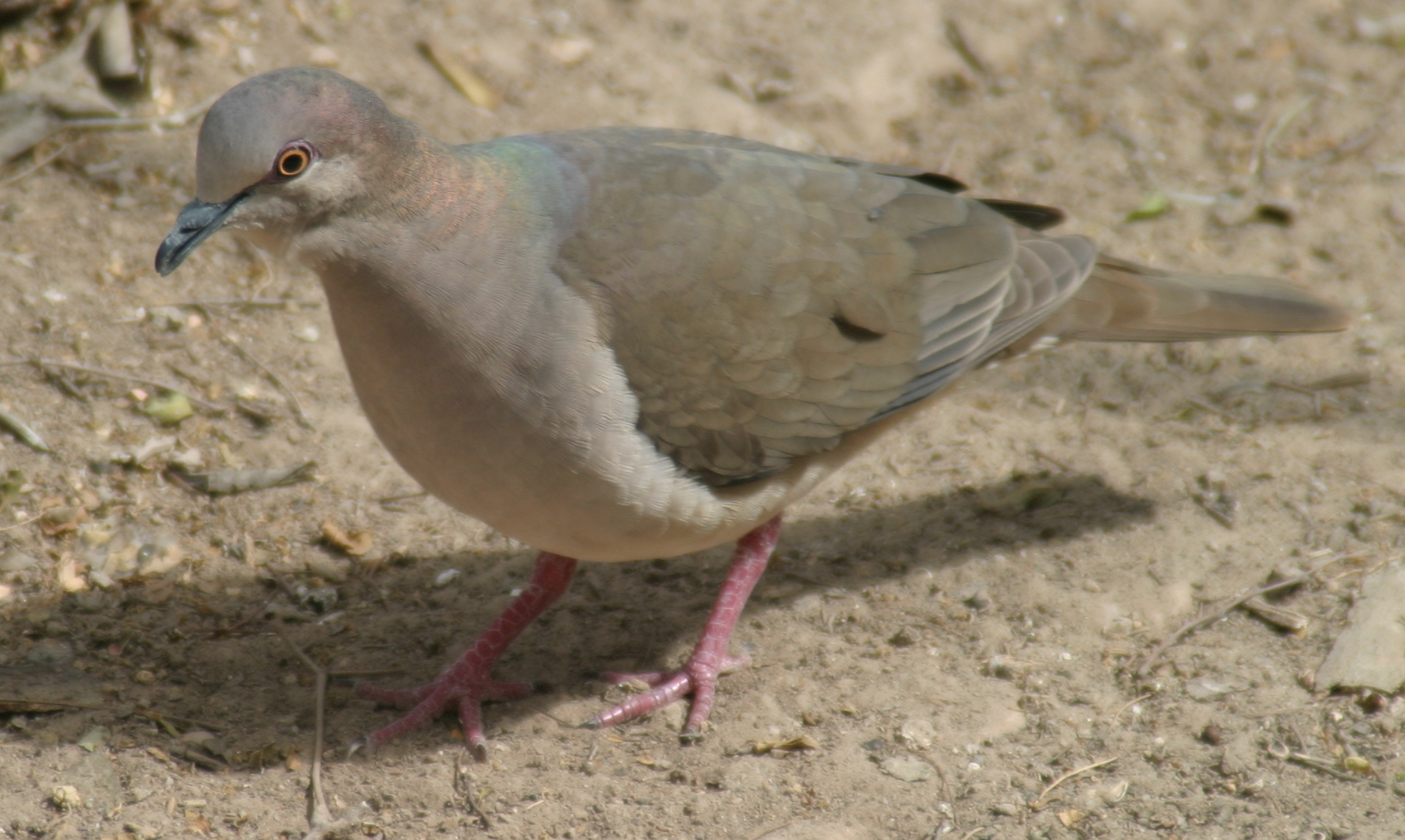
Colombe de Verreaux

- Pigeon biset (Columba livia) Introduit
- Pigeon à couronne blanche (Patagioenas leucocephala) Quasi menacé
- Pigeon ramiret (Patagioenas speciosa)
- Pigeon rousset (Patagioenas cayennensis)
- Pigeon à bec rouge (Patagioenas flavirostris)
- Pigeon à bec noir (Patagioenas nigrirostris)
- Tourterelle turque (Streptopelia decaocto) Introduit
- Colombe inca (Columbina inca) Rare/Accidentel
- Colombe à queue noire (Columbina passerina)
- Colombe pygmée (Columbina minuta)
- Colombe rousse (Columbina talpacoti)
- Colombe bleutée (Claravis pretiosa)
- Colombe rouviolette (Geotrygon montana)
- Colombe de Verreaux (Leptotila verreauxi)
- Colombe à calotte grise (Leptotila plumbeiceps)
- Colombe de Jamaïque (Leptotila jamaicensis)
- Colombe de Cassin (Leptotila cassinii)
- Tourterelle triste (Zenaida macroura)
- Tourterelle à ailes blanches (Zenaida asiatica)

## Foulques et râles
Ordre : Gruiformes - Famille : Rallidae
Les Rallidés sont des oiseaux terrestres ou aquatiques que l'on retrouve partout, sauf aux régions polaires et dans les régions arides.
- Râle tacheté (Pardirallus maculatus)
- Râle concolore (Amaurolimnas concolor)
- Râle à cou roux (Aramides axillaris)
- Râle à ventre blanc (Aramides albiventris)
- Râle tapageur (Rallus crepitans)

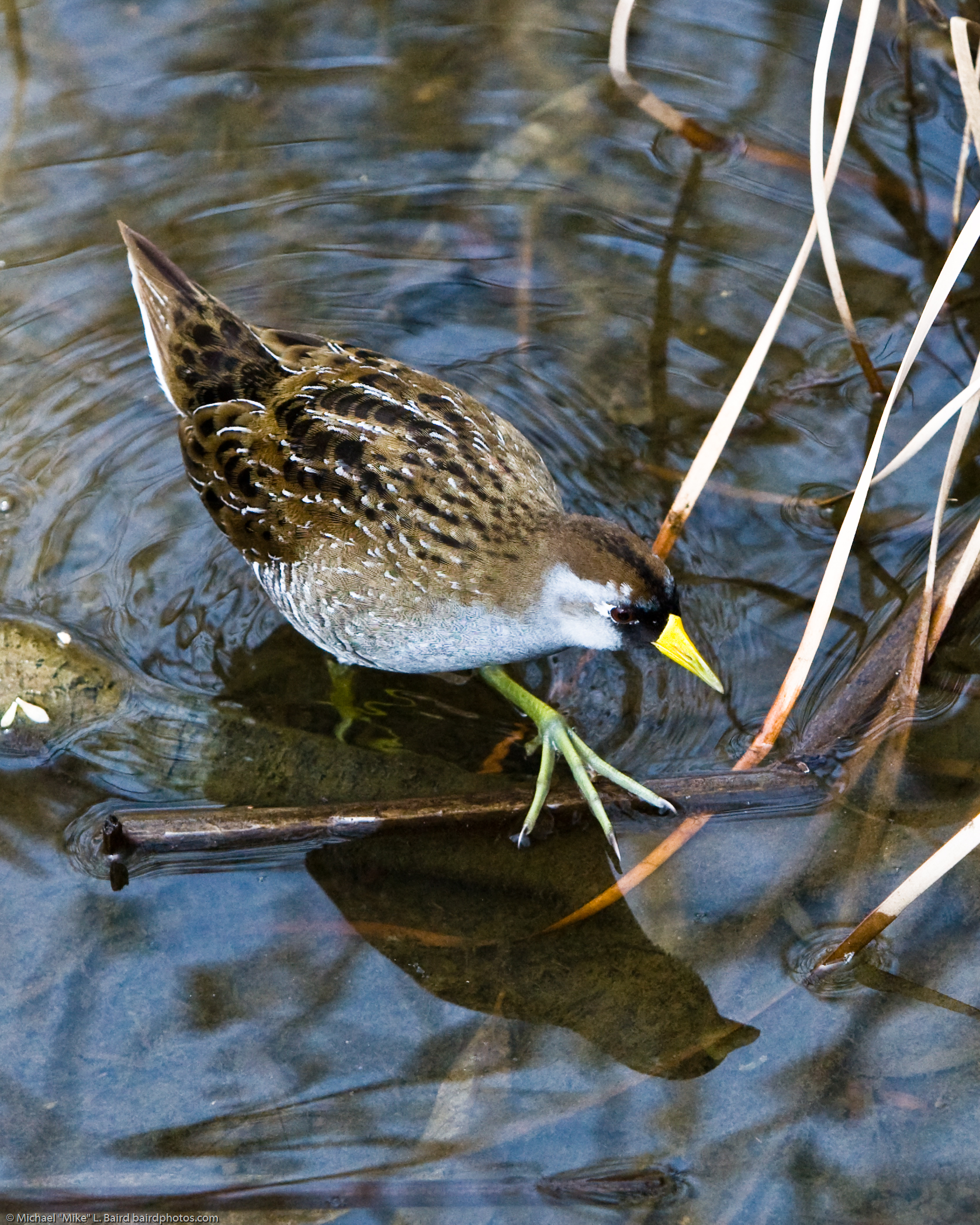
Marouette de Caroline

- Marouette de Caroline (Porzana carolina)
- Gallinule d'Amérique (Gallinula galeata)
- Foulque d'Amérique (Fulica americana)
- Talève violacée (Porphyrio martinica)
- Marouette à sourcils blancs (Laterallus flaviventer)
- Râle noir (Laterallus jamaicensis) Rare/Accidentel
- Râle roux (Laterallus ruber)
- Râle grêle (Laterallus exilis)

## Grébifoulques
Ordre : Gruiformes - Famille : Heliornithidae
Les Hélionithidés sont des oiseaux aquatiques de taille moyenne, avec un cou et un bec long et des pattes palmées colorées. Celles-ci sont placées loin en arrière du corps.
- Grébifoulque d'Amérique (Heliornis fulica)

## Courlans
Ordre : Gruiformes - Famille : Aramidae
Les Aramidés forment une famille où l'on ne retrouve qu'une seule espèce, le courlan. C'est un gros oiseau aux longues pattes et au long bec incurvé. Il se rencontre dans les parties tropicales et subtropicales du continent américain.
- Courlan brun (Aramus guarauna)

## Grèbes
Ordre : Podicipédiformes - Famille : Podicipedidae
Les Podicipédidés sont des oiseaux aquatiques qui forment l'unique famille de l'ordre des Podicipédiformes. Ils ont les pattes très courtes, placées loin en arrière du corps, avec les doigts lobés. Ils ne quittent pratiquement jamais l'eau.
- Grèbe minime (Tachybaptus dominicus)
- Grèbe à bec bigarré (Podilymbus podiceps)

## Flamants
Ordre : Phoenicoptériformes - Famille : Phoenicoptéridae
Les Phoenicoptéridés sont des grands oiseaux aquatiques, aux longues pattes et long cou, qui forment d'unique famille de l'ordre des Phoenicoptériformes. Ils sont grégaires.
- Flamant des Caraïbes (Phoenicopterus ruber) Rare/Accidentel

## Avocettes et échasses
Ordre : Charadriiformes - Famille : Recurvirostridae
Les Recurvirostridés sont une famille d'oiseaux limicoles très élégants, aux pattes très longues et au long bec que l'on retrouve dans les zones humides dégagées. 
- Échasse d'Amérique (Himantopus mexicanus)
- Avocette d'Amérique (Recurvirostra americana) Rare/Accidentel

## Huîtriers
Ordre : Charadriiformes - Famille : Haematopodidae
Les Haematopodidés sont des oiseaux limicoles de taille moyenne, avec un long bec. Ils sont absents des pôles et sont rares dans les parties tropicales du continent africain et du continent asiatique. Ils se rencontrent pratiquement que sur le littoral.
- Huîtrier d'Amérique (Haematopus palliatus)

## Pluviers
Ordre : Charadriiformes - Famille : Charadriidae
Les Charadriidés sont des oiseaux limicoles à la tête arrondie et au bec court et pointu.
- Vanneau téro (Vanellus chilensis) Rare/Accidentel
- Pluvier bronzé (Pluvialis dominica)
- Pluvier argenté (Pluvialis squatarola)
- Pluvier semipalmé (Charadrius semipalmatus)
- Pluvier de Wilson (Charadrius wilsonia)
- Pluvier kildir (Charadrius vociferus)
- Pluvier d'Azara (Charadrius collaris) Rare/Accidentel
- Pluvier neigeux (Charadrius nivosus) Quasi menacé

## Jacanas
Ordre : Charadriiformes - Famille : Jacanidae
Les Jacanidés sont des oiseaux aquatiques de taille moyenne avec des pattes, doigts et ongles allongés qui leur permettent de se déplacer sur la végétation immergée.
- Jacana du Mexique (Jacana spinosa)

## Bécasseaux, bécassines, chevaliers et courlis
Ordre : Charadriiformes - Famille : Scolopacidae
Les Scolopacidés sont des oiseaux limicoles que l'on peut croiser partout dans le monde, à l'exception de l'Antarctique. Certains sont de grands migrateurs.

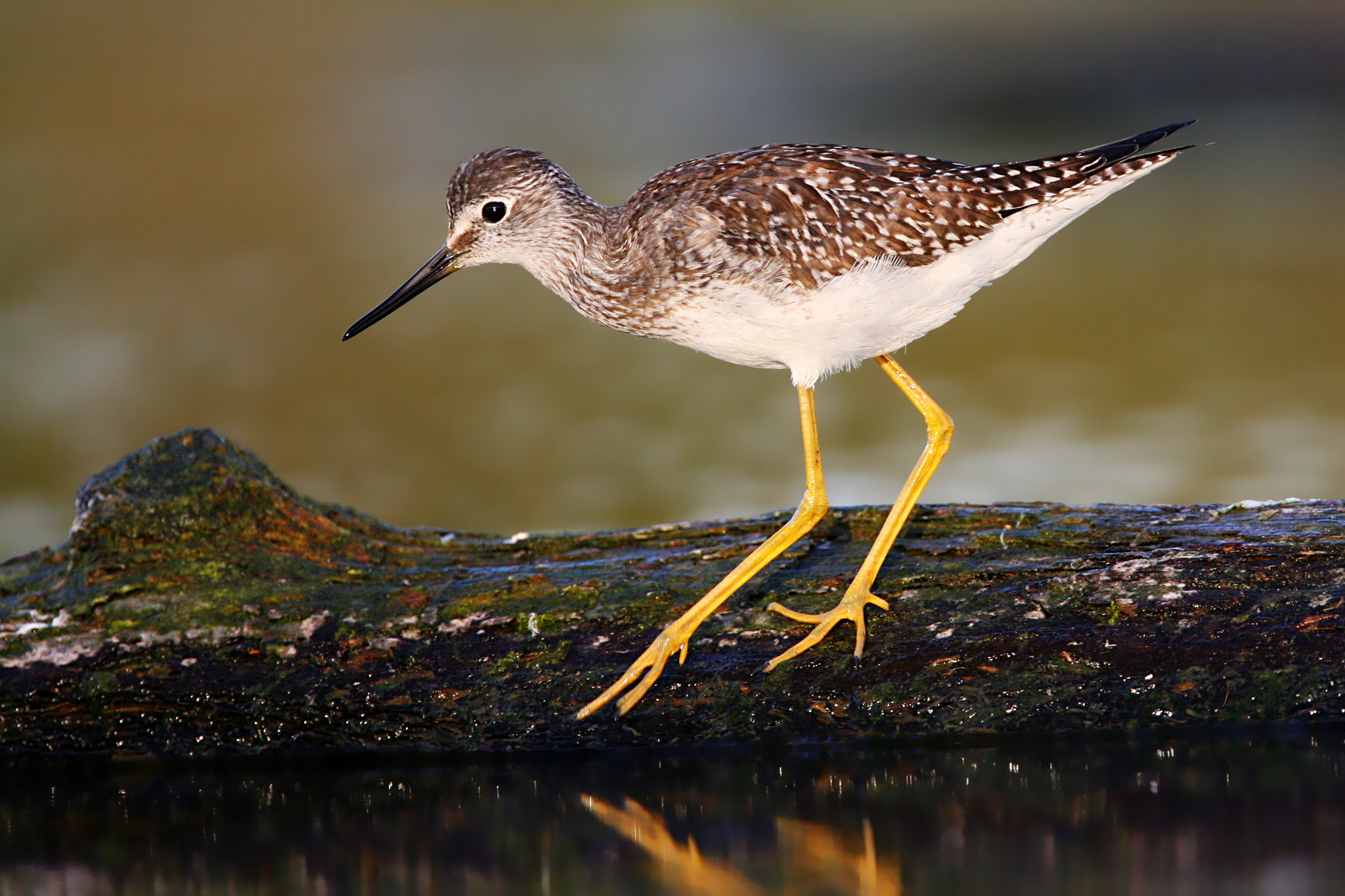
Petit Chevalier

- Maubèche des champs (Bartramia longicauda)
- Courlis corlieu (Numenius phaeopus)
- Courlis à long bec (Numenius americanus)
- Barge hudsonienne (Limosa haemastica) Rare/Accidentel
- Barge marbrée (Limosa fedoa) Rare/Accidentel
- Tournepierre à collier (Arenaria interpres)
- Bécasseau maubèche (Calidris canutus) Quasi menacé
- Combattant varié (Calidris pugnax) Rare/Accidentel
- Bécasseau à échasses (Calidris himantopus)
- Bécasseau sanderling (Calidris alba)
- Bécasseau variable (Calidris alpina)
- Bécasseau de Baird (Calidris bairdii) Rare/Accidentel
- Bécasseau minuscule (Calidris minutilla)
- Bécasseau à croupion blanc (Calidris fuscicollis)
- Bécasseau roussâtre (Calidris subruficollis) Quasi menacé
- Bécasseau à poitrine cendrée (Calidris melanotos)
- Bécasseau semipalmé (Calidris pusilla) Quasi menacé
- Bécasseau d'Alaska (Calidris mauri)
- Bécassin à long bec (Limnodromus scolopaceus)
- Bécassin roux (Limnodromus griseus)
- Bécassine de Wilson (Gallinago delicata)
- Phalarope de Wilson (Phalaropus tricolor)
- Phalarope à bec étroit (Phalaropus lobatus) Rare/Accidentel
- Chevalier grivelé (Actitis macularius)
- Chevalier solitaire (Tringa solitaria)
- Petit Chevalier (Tringa flavipes)
- Chevalier semipalmé (Tringa semipalmata)
- Grand Chevalier (Tringa melanoleuca)

## Goélands, mouettes et sternes
Ordre : Charadriiformes - Famille : Laridae
Les Laridés sont des oiseaux aquatiques avec de courtes pattes et des pieds palmés. Ils font fonction d'éboueurs sur les eaux comme à l'intérieur des terres.
- Noddi brun (Anous stolidus)

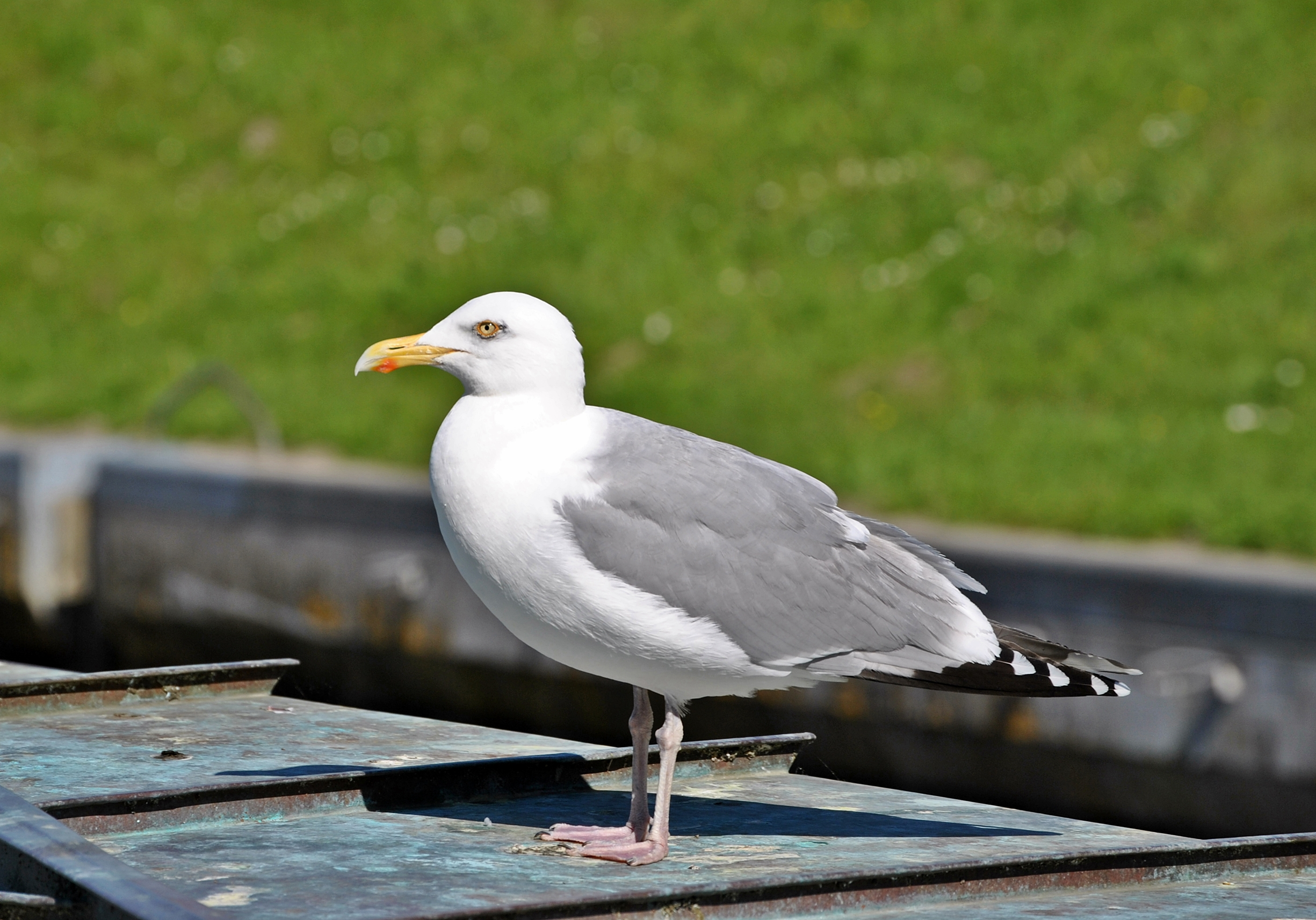
Goéland argenté

- Noddi noir (Anous minutus) Rare/Accidentel
- Bec-en-ciseaux noir (Rynchops niger)
- Mouette tridactyle (Rissa tridactyla) Rare/Accidentel - Vulnérable
- Mouette de Bonaparte (Chroicocephalus philadelphia) Rare/Accidentel
- Mouette atricille (Leucophaeus atricilla)
- Mouette de Franklin (Leucophaeus pipixcan) Rare/Accidentel
- Goéland à queue noire (Larus crassirostris) Rare/Accidentel
- Goéland à bec cerclé (Larus delawarensis)
- Goéland arctique (Larus glaucoides) Rare/Accidentel
- Goéland argenté (Larus argentatus)
- Goéland brun (Larus fuscus) Rare/Accidentel
- Sterne hansel (Gelochelidon nilotica)
- Sterne caspienne (Hydroprogne caspia)
- Sterne royale (Thalasseus maximus)
- Sterne caugek (Thalasseus sandvicensis)
- Petite Sterne (Sternula antillarum)
- Sterne bridée (Onychoprion anaethetus)
- Sterne fuligineuse (Onychoprion fuscatus)
- Sterne de Dougall (Sterna dougallii)
- Sterne pierregarin (Sterna hirundo)
- Sterne arctique (Sterna paradisaea) Rare/Accidentel
- Sterne de Forster (Sterna forsteri)
- Guifette noire (Chlidonias niger)

## Labbes
Ordre : Charadriiformes - Famille : Stercorariidae
Les Stercorariidés sont des oiseaux marins au bec fort. Ce sont des prédateurs et des cleptoparasites. On les rencontre sur tous les océans du monde.
- Grand Labbe (Stercorarius skua) Rare/Accidentel
- Labbe pomarin (Stercorarius pomarinus)
- Labbe parasite (Stercorarius parasiticus) Rare/Accidentel

## Phaétons
Ordre : Phaethontiformes- Famille : Phaethontidae
Les Phaethontidés ne rassemble qu'un seul genre, les phaétons qui sont des oiseaux marins pélagiques, de taille moyenne, que l'on retrouve dans les océans tropicaux et subtropicaux.
- Phaéton à bec jaune (Phaethon lepturus) Rare/Accidentel

## Océanites
Ordre : Procellariiformes - Famille : Hydrobatidae/Oceanitidae
Les Hydrobatidés et Oceanitidés sont de petits oiseaux marins pélagiques que l'on trouve sur tous les océans.
- Océanite de Wilson (Oceanites oceanitus) Rare/Accidentel
- Océanite de Castro (Hydrobates castro) Rare/Accidentel

## Puffins
Ordre : Procellariiformes - Famille : Procellariidae
Les Procellariidés sont des oiseaux marins (pétrels, puffins, etc.) au long cours.
- Puffin cendré (Calonectris diomedea) Rare/Accidentel
- Puffin majeur (Ardenna gravis) Rare/Accidentel
- Puffin des Anglais (Puffinus puffinus) Rare/Accidentel
- Puffin d'Audubon (Puffinus lherminieri) Rare/Accidentel

## Jabirus
Ordre : Ciconiiformes - Famille : Ciconiidae
Les Ciconiidés rassemblent les cigognes, les tantales, les marabouts, etc. Ce sont des oiseaux pourvus d'un long bec, de longues pattes et d'un long cou.
- Jabiru d'Amérique (Jabiru mycteria)
- Tantale d'Amérique (Mycteria americana)

## Frégates
Ordre : Suliformes - Famille : Frégatidae
Les Frégatidés sont des oiseaux marins légers avec de longues ailes. On les retrouve dans les océans tropicaux et subtropicaux.
- Frégate superbe (Fregata magnificens)

## Fous
Ordre : Suliformes - Famille : Sulidae
Les Sulidés appartenait auparavant à l'ordre des Ciconiiformes. Ce sont des oiseaux marins de taille moyenne, avec de longues ailes étroites et pointues. On les retrouve sur tous les océans, mis à part l'Antarctique.
- Fou masqué (Sula dactylatra) Rare/Accidentel
- Fou à pieds rouges (Sula sula)
- Fou brun (Sula leucogaster)

## Anhingas
Ordre : Suliformes - Famille : Anhingidae
Les Anhingidés sont une famille d'oiseaux connus sous le nom d'oiseaux-serpents. Ils sont aquatiques, d'assez grande taille, avec un cou long et mince et un bec effilé.
- Anhinga d'Amérique (Anhinga anhinga)

## Cormorans
Ordre : Suliformes - Famille : Phalacrocoracidae
Les Phalacrocoracidés sont des oiseaux aquatiques aux pattes palmées, au corps allongé et au long cou.
- Cormoran néotropical (Nannopterum brasilianum)
- Cormoran à aigrettes (Nannopterum auritum)

## Ibis et spatules
Ordre : Pélécaniformes - Famille : Threskiornithidae
Les Threskiornithidés sont des échassiers terrestres que l'on retrouve partout, à l'exception de l'Antarctique.
- Ibis blanc (Eudocimus albus)
- Ibis rouge (Eudocimus ruber) Rare/Accidentel
- Ibis falcinelle (Plegadis falcinellus)
- Ibis à face blanche (Plegadis chihi) Rare/Accidentel
- Spatule rosée (Platalea ajaja)

## Aigrettes, butors et hérons
Ordre : Pélécaniformes - Famille : Ardeidae
Les Ardéidés sont une famille d'échassiers avec de longues pattes, un long cou et un long bec. On les retrouve partout à l'exception de l'Antarctique.

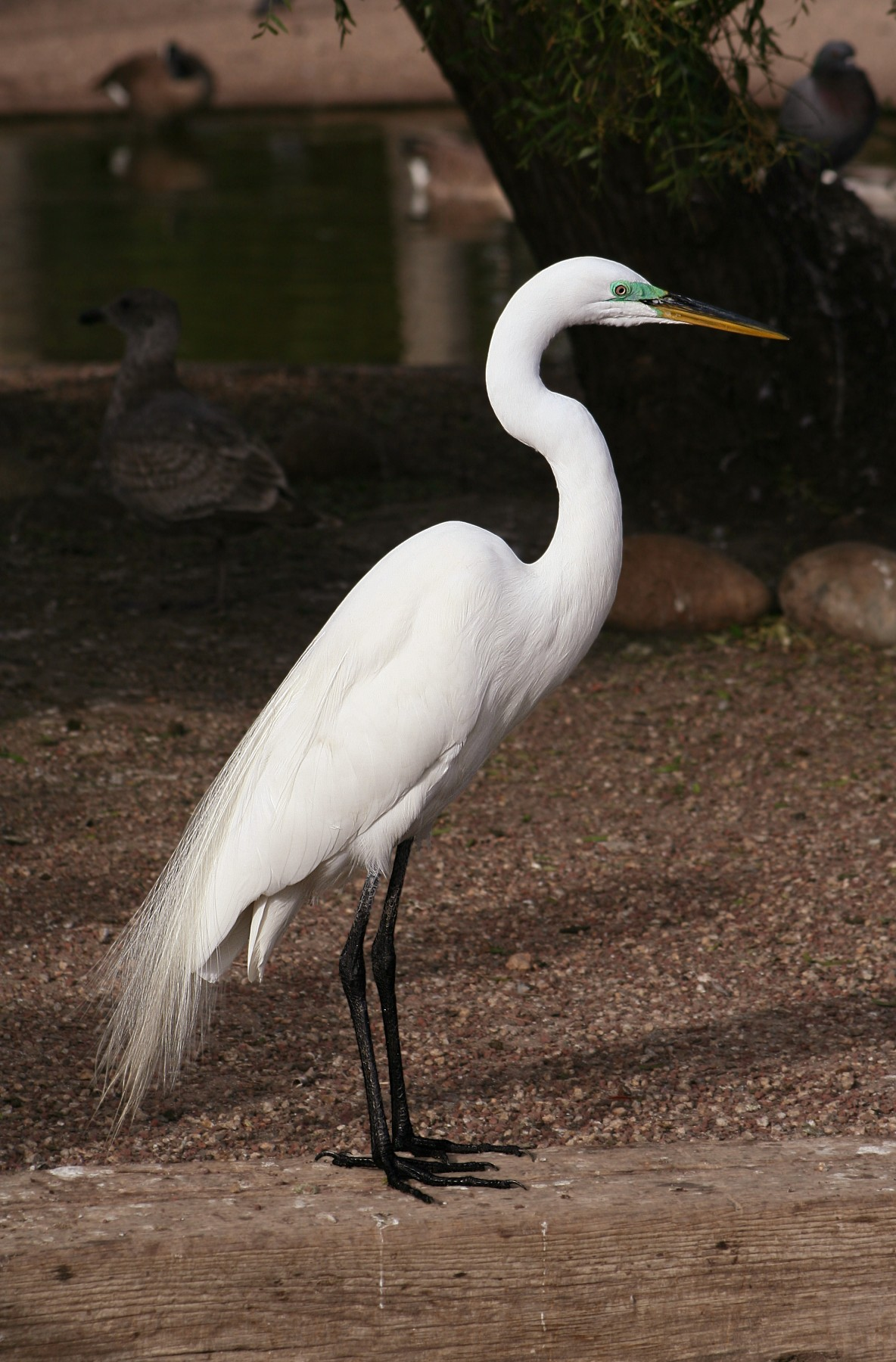
Grande Aigrette

- Onoré du Mexique (Tigrisoma mexicanum)
- Héron agami (Agamia agami) Vulnérable
- Savacou huppé (Cochlearius cochlearius)
- Butor d'Amérique (Botaurus lentiginosus)
- Butor mirasol (Botaurus pinnatus)
- Petit Blongios (Ixobrychus exilis)
- Bihoreau gris (Nycticorax nycticorax)
- Bihoreau violacé (Nyctanassa violacea)
- Héron vert (Butorides virescens)
- Héron garde-bœufs (Bubulcus ibis)
- Grand Héron (Ardea herodias)
- Grande Aigrette (Ardea alba)
- Aigrette roussâtre (Egretta rufescens) Quasi menacé
- Aigrette tricolore (Egretta tricolor)
- Aigrette bleue (Egretta caerulea)
- Aigrette neigeuse (Egretta thula)

## Pélicans
Ordre : Pélécaniformes - Famille : Pelecanidae
Les Pélécanidés sont de grands oiseaux aquatiques munis d'un grand bec avec une poche extensible.
- Pélican d'Amérique (Pelecanus erythrorhynchos)
- Pélican brun (Pelecanus occidentalis)

## Urubus
Ordre : Accipitriformes - Famille : Cathartidae
Les Cathartidés sont des oiseaux de proie diurnes, au puissant bec crochu. Ce sont plutôt des charognards.
- Sarcoramphe roi (Sarcoramphus papa)
- Urubu noir (Coragyps atratus)
- Urubu à tête rouge (Cathartes aura)
- Urubu à tête jaune (Cathartes burrovianus)

## Balbuzards
Ordre : Accipitriformes - Famille : Pandionidae
Les Pandionidés sont une famille de rapaces constituée que du genre Pandion.
- Balbuzard pêcheur (Pandion haliaetus)

## Aigles, buses et éperviers
Ordre : Accipitriformes - Famille : Accipitridae
Les Accipitridés sont une famille de rapaces diurnes à la vue perçante. Ils ont des pattes puissantes munies de serres acérées. On les retrouve partout, à l'exception de l'Antarctique, et ils fréquentent tous les milieux environnementaux.

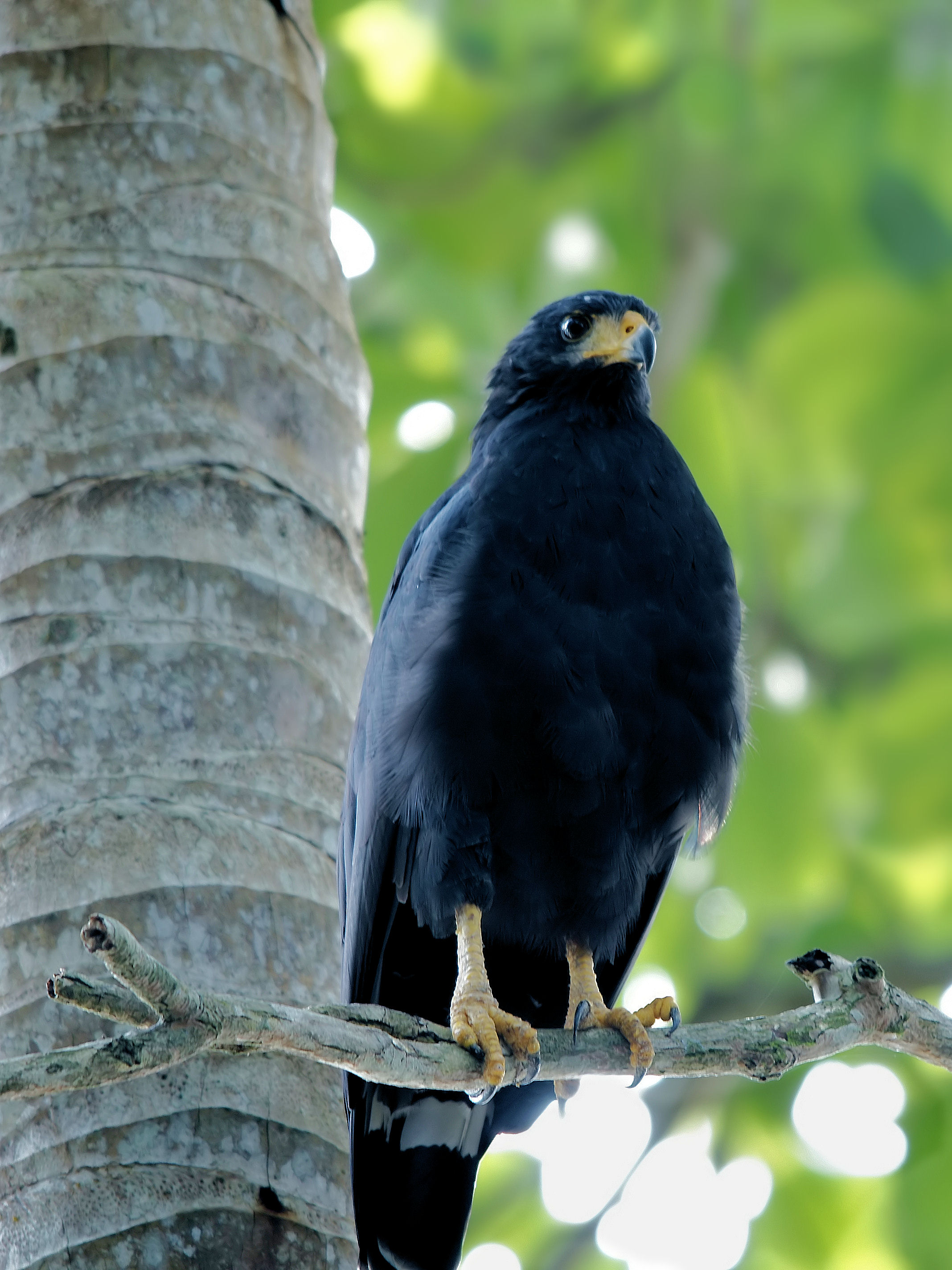
Buse noire

- Elanion à queue blanche (Elanus leucurus)
- Bec-en-croc de Cayenne (Leptodon cayanensis)
- Bec-en-croc de Temminck (Chondrohierax uncinatus)
- Naucler à queue fourchue (Elanoides forficatus)
- Harpie huppée (Morphnus guianensis) Quasi menacé
- Harpie féroce (Harpia harpyja) Vulnérable
- Aigle tyran (Spizaetus tyrannus)
- Aigle noir et blanc (Spizaetus melanoleucus)
- Aigle orné (Spizaetus ornatus) Quasi menacé
- Harpage bidenté (Harpagus bidendatus)
- Epervier brun (Accipiter striatus)
- Epervier de Cooper (Accipiter cooperii)
- Epervier bicolore (Accipiter bicolor)
- Busard des marais (Circus hudsonius)
- Pygargue à tête blanche (Haliaeetus leucocephalus) Rare/Accidentel
- Milan du Mississippi (Ictinia mississippiensis)
- Milan bleuâtre (Ictinia plumbea)
- Buse à tête blanche (Busarellus nigricollis)
- Milan des marais (Rostrhamus sociabilis)
- Buse échasse (Geranospiza caerulescens)
- Buse noire (Buteogallus anthracinus)
- Buse urubu (Buteogallus urubitinga)
- Buse solitaire (Buteogallus solitarius) Quasi menacé
- Buse à gros bec (Rupornis magnirostris)
- Buse à queue blanche (Geranoaetus albicaudatus)
- Buse blanche (Pseudastur albicollis)
- Petite Buse (Buteo platypterus)
- Buse grise (Buteo plagiatus)
- Buse à queue courte (Buteo brachyurus)
- Buse de Swainson (Buteo swainsoni)
- Buse à queue barrée (Buteo albonotatus)
- Buse à queue rousse (Buteo jamaicensis)

## Effraies
Ordre : Strigiformes - Famille : Tytonidae
Les Tytonidés sont des rapaces nocturnes. Ce sont des oiseaux à grosse tête avec un disque facial en forme de cœur. Ils ont de longues pattes munies de serres puissantes.
- Effraie des clochers (Tyto alba)

## Chouettes, ducs et hiboux
Ordre : Strigiformes - Famille : Strigidae
Les Strigidés sont des rapaces en grande partie nocturnes. Ils ont une grosse tête avec de gros yeux et un bec crochu. Ils ont des serres puissantes.

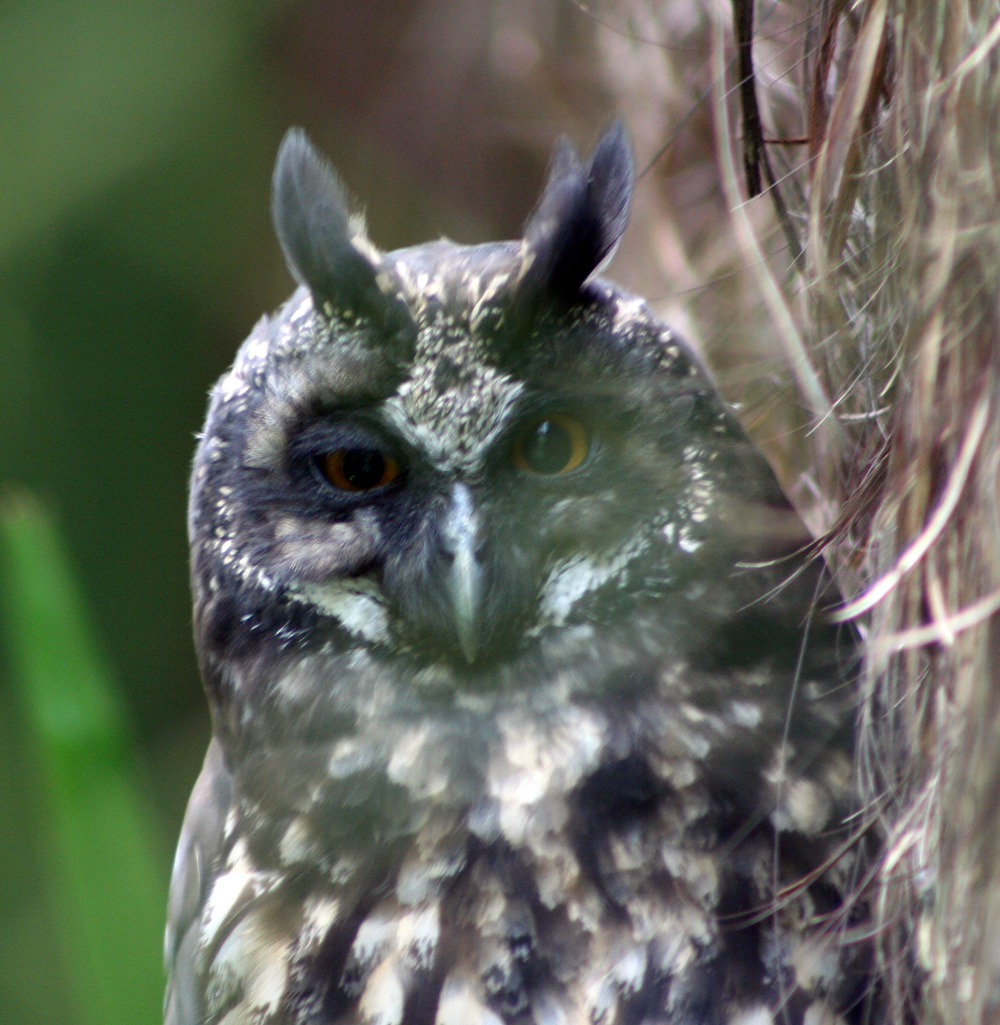
Hibou maître-bois

- Chevêche des terriers (Athene cunicularia)
- Chevêchette à tête grise (Glaucidium griseiceps)
- Chevêchette brune (Glaucidium brasilianum)
- Hibou strié (Pseudoscops clamator)
- Hibou maître-bois (Asio stygius)
- Hibou des marais (Asio flammeus) Rare/Accidentel
- Grand-duc d'Amérique (Bubo virginianus)
- Petit-duc guatémaltèque (Megascops guatemalae)
- Chouette à lunettes (Pulsatrix perspicillata)
- Duc à aigrettes (Lophostrix cristata)
- Chouette mouchetée (Strix virgata)
- Chouette à lignes noires (Strix nigrolineata)

## Trogons
Ordre : Trogoniformes - Famille : Trogonidae
Les Trogonidés sont des oiseaux arboricoles à cou, ailes et pattes courts. Ils ont également le bec court et crochu.
- Trogon de Masséna (Trogon massena)
- Trogon à tête noire (Trogon melanocephalus)
- Trogon pattu (Trogon caligatus)
- Trogon rosalba (Trogon collaris)

## Martins-pêcheurs
Ordre : Coraciiformes - Famille : Alcedinidae
Les Alcédinidés sont des oiseaux compacts avec un bec en forme de poignard.

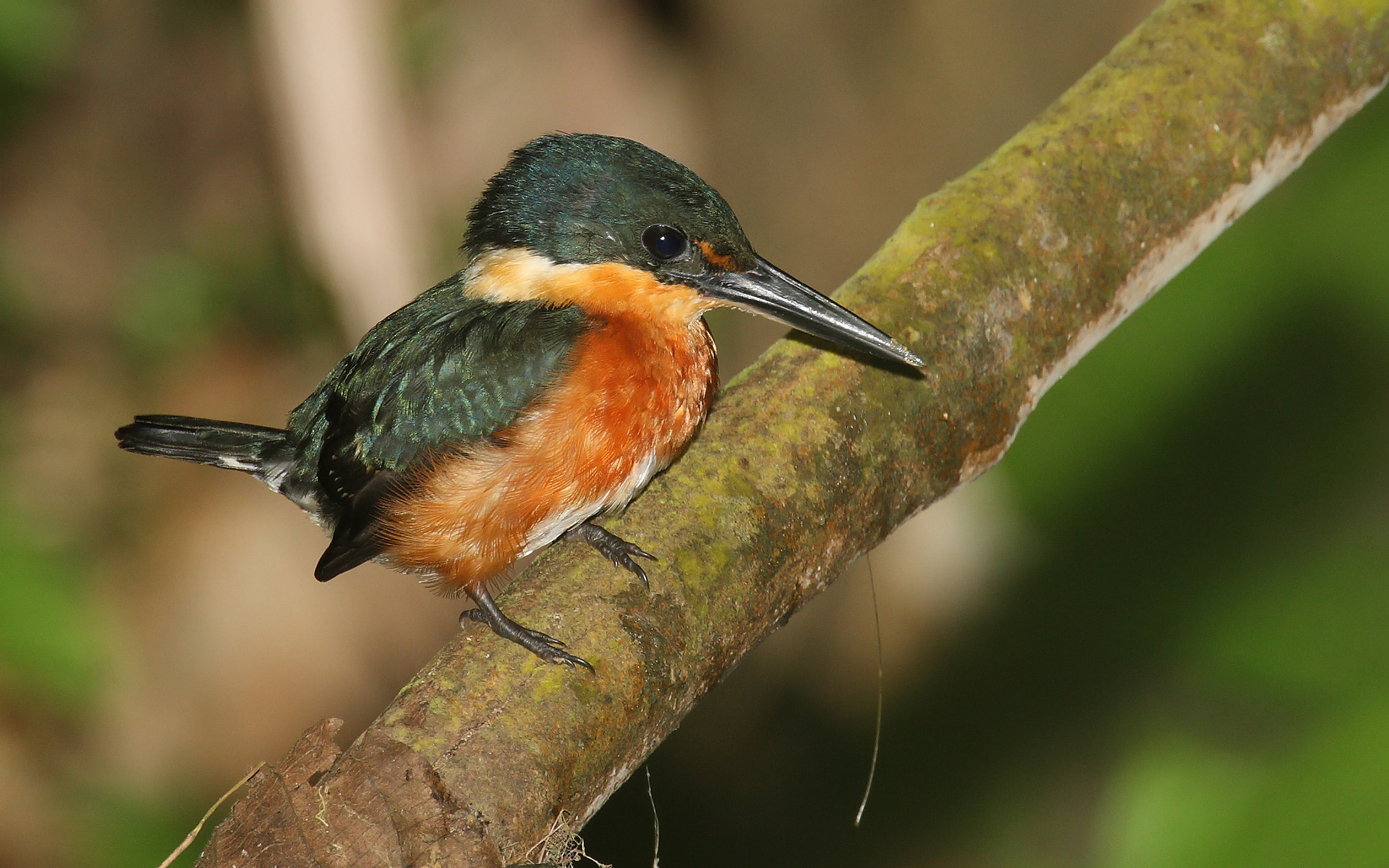
Martin-pêcheur nain

- Martin-pêcheur d'Amazonie (Chloroceryle amazona)
- Martin-pêcheur nain (Chloroceryle aenea)
- Martin-pêcheur vert (Chloroceryle americana)
- Martin-pêcheur à ventre roux (Megaceryle torquata)
- Martin-pêcheur d'Amérique (Megaceryle alcyon)

## Motmots
Ordre : Coraciiformes - Famille : Momotidae
Les Momotidés sont des oiseaux arboricoles au bec aplati et aux pattes et ailes courtes. Ils sont endémiques à la zone néotropicale.
- Motmot nain (Hylomanes momotula)
- Motmot de Lesson (Momotus lessonii)
- Motmot à bec caréné (Electron carinatum) Vulnérable

## Jacamars
Ordre : Piciformes - Famille : Galbulidae
Les Galbulidés sont des oiseaux percheurs, insectivores, au bec droit et long. Ils sont endémiques à la zone néotropicale.
- Jacamar à queue rousse (Galbula ruficauda)

## Tamatias
Ordre : Piciformes - Famille : Bucconidae
Les Bucconidés sont des oiseaux percheurs au corps trapu et endémiques à la zone néotropicale.
- Tamatia à front blanc (Notharchus hyperrhynchus)
- Tamatia de Lafresnaye (Malacoptila panamensis)

## Toucans
Ordre : Piciformes - Famille : Ramphastidae
Les Ramphastidés sont des oiseaux forestiers avec un bec vivement coloré. Ils sont endémiques à la zone néotropicale.
- Toucanet émeraude (Aulacorhynchus prasinus)
- Araçari à collier (Pteroglossus torquatus)
- Toucan à carène (Ramphastos sulfuratus) Quasi menacé

## Pics
Ordre : Piciformes - Famille : Picidae
Les Picidés sont des oiseaux arboricoles à bec droit, insectivores.

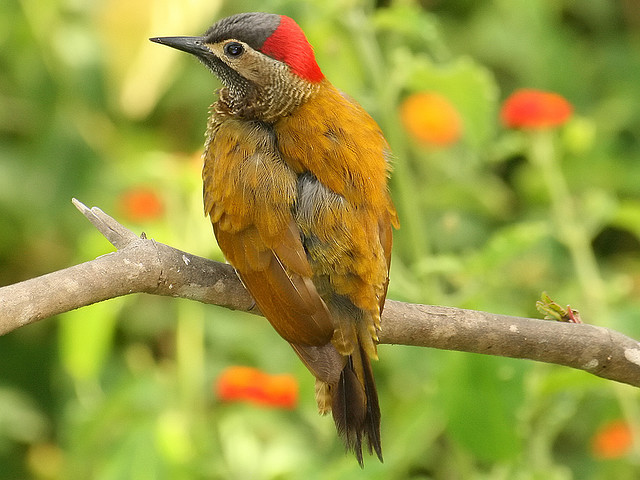
Pic or-olive

- Pic glandivore (Melanerpes formicivorus)
- Pic de Pucheran (Melanerpes pucherani)
- Pic du Yucatan (Melanerpes pygmaeus)
- Pic à front doré (Melanerpes aurifrons)
- Pic maculé (Sphyrapicus varius)
- Pic arlequin (Picoides scalaris)
- Pic enfumé (Leuconotopicus fumigatus)
- Pic or-olive (Colaptes rubiginosus)
- Pic roux (Celeus castaneus)
- Pic ouentou (Dryocopus lineatus)
- Pic à bec clair (Campephilus guatemalensis)

## Faucons
Ordre : Falconiformes - Famille : Falconidae
Les Falconidés sont des oiseaux de proie. Ils ont un corps trapu, un bec crochu et des serres acérées et puissantes.
- Caracara huppé (Caracara plancus)

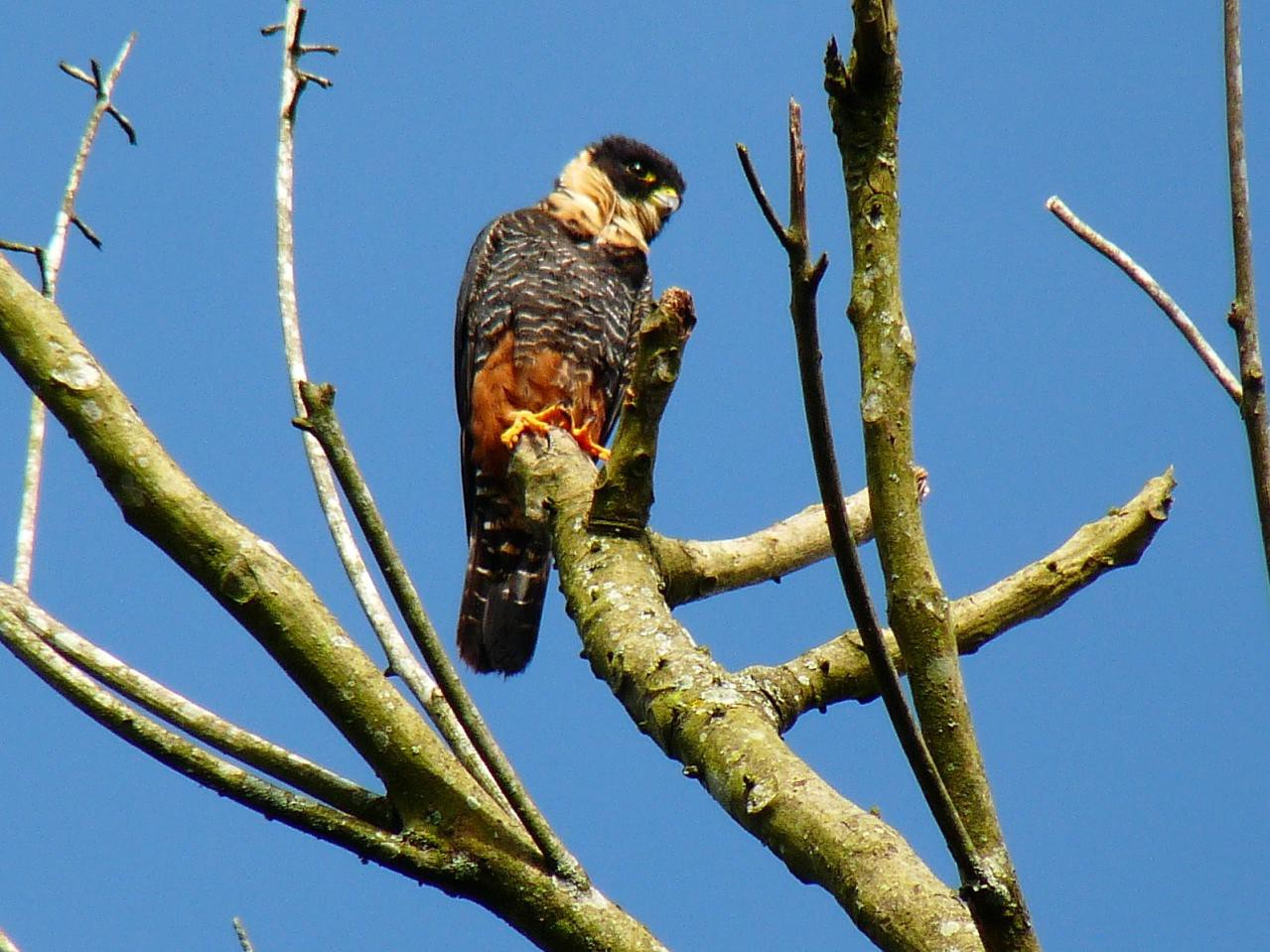
Faucon des chauves-souris

- Macagua rieur (Herpetotheres cachinnans)
- Carnifex barré (Micrastur ruficollis)
- Carnifex à collier (Micrastur semitorquatus)
- Crécerelle d'Amérique (Falco sparverius)
- Faucon aplomado (Falco femoralis)
- Faucon émerillon (Falco columbarius)
- Faucon des chauves-souris (Falco rufigularis)
- Faucon orangé (Falco deiroleucus) Quasi menacé
- Faucon pèlerin (Falco peregrinus)

## Amazones
Ordre : Psittaciformes - Famille : Psittacidae
Les Psittacidés sont des oiseaux arboricoles, bruyants et grégaires. Ils possèdent un puissant bec crochu et se retrouvent dans la zone pantropicale.

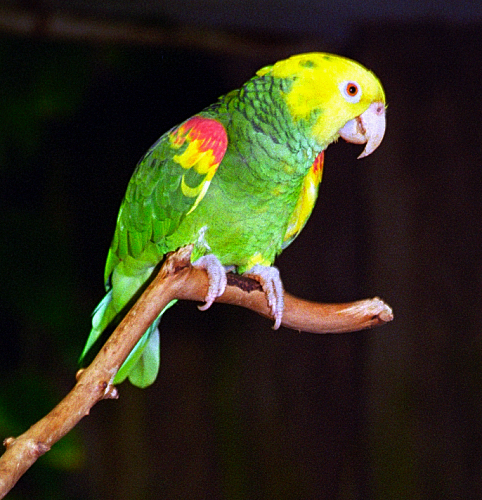
Amazone à tête jaune

- Caïque à capuchon (Pyrilia haematotis)
- Pione à couronne blanche (Pionus senilis)
- Amazone à front blanc (Amazona albifrons)
- Amazone à diadème (Amazona autumnalis)
- Amazone du Yucatan (Amazona xantholora)
- Amazone à tête jaune (Amazona oratrix) En danger
- Amazone à nuque d'or (Amazona auropalliata) Rare/Accidentel - En danger critique d'extinction
- Amazone poudrée (Amazona farinosa) Quasi menacé
- Conure naine (Eupsittula nana)
- Ara rouge (Ara macao)
- Conure verte (Psittacara holochlorus) Rare/Accidentel

## Anabates et grimpars
Ordre : Passeriformes - Famille : Furnariidae
Les Furnariidés sont des passereaux au bec fin et sont insectivores.

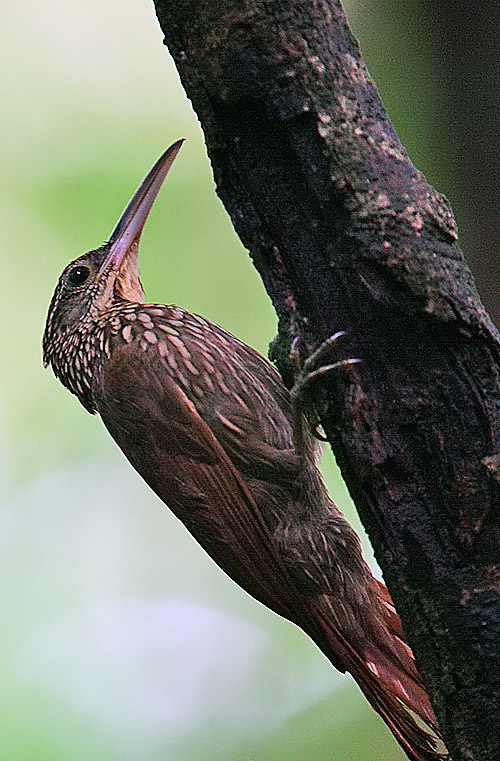
Grimpar à bec ivoire

- Sclérure à gorge rousse (Sclerurus mexicanus)
- Sclérure écaillé (Sclerurus guatemalensis)
- Grimpar fauvette (Sittasomus griseicapillus)
- Grimpar roux (Dendrocincla homochroa)
- Grimpar à ailes rousses (Dendrocincla anabatina)
- Grimpar bec-en-coin (Glyphorynchus spirurus)
- Grimpar vermiculé (Dendrocolaptes sanctithomae)
- Grimpar géant (Xiphocolaptes promeropirhynchus)
- Grimpar à bec ivoire (Xiphorhynchus flavigaster)
- Grimpar tacheté (Xiphorhynchus erythropygius)
- Grimpar de Souleyet (Lepidocolaptes souleyetii)
- Sittine brune (Xenops minutus)
- Anabate à lunettes (Anabacerthia variegaticeps) Rare/Accidentel
- Anabate à gorge fauve (Automolus ochrolaemus)
- Synallaxe à poitrine rousse (Synallaxis erythrothorax)

## Bataras et grisins
Ordre : Passeriformes - Famille : Thamnophilidae
Les Thamnophilidés sont des passereaux qui vivent dans la zone néotropicale.

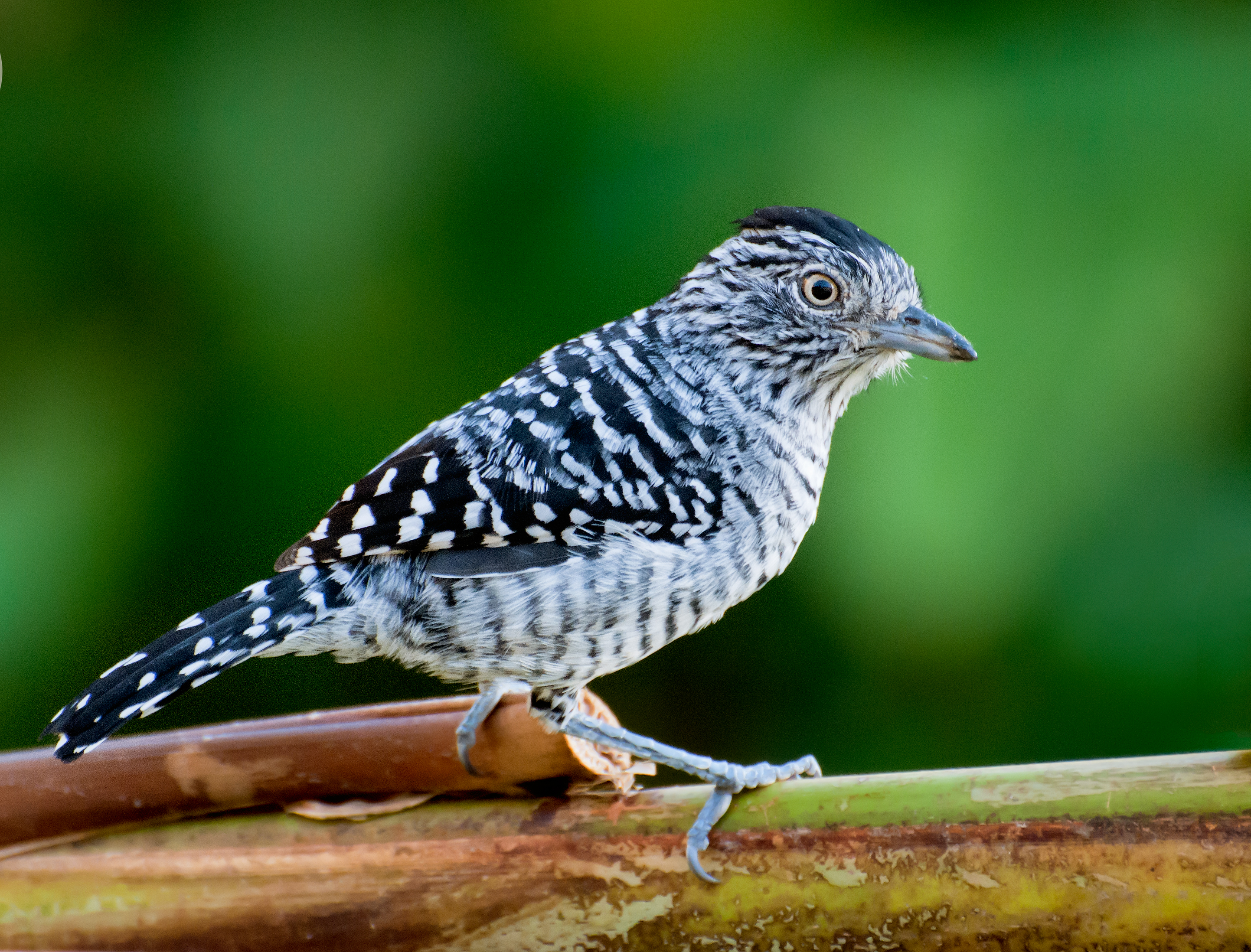
Batara rayé

- Batara rousset (Thamnistes anabatinus)
- Grisin étoilé (Microrhopias quixensis)
- Myrmidon ardoisé (Myrmotherula schisticolor)
- Batara gorgeret (Dysithamnus mentalis)
- Batara rayé (Thamnophilus doliatus)
- Batara à nuque noire (Thamnophilus atrinucha)
- Grand Batara (Taraba major)
- Grisin sombre (Cercomacroides tyrannina)
- Alapi à tête nue (Gymnocichla nudiceps)

## Tétémas
Ordre : Passeriformes - Famille : Formicariidae
Les Formiraciidés sont des passereaux dodus qui évoluent principalement au sol.
- Tétéma du Mexique (Formicarius moniliger)

## Élénies, moucherolles et tyrans
Ordre : Passeriformes - Famille : Tyrannidae
Les Tyrannidés sont des passereaux que l'on rencontre sur l'ensemble du continent américain, à l'exception de l'extrême nord.

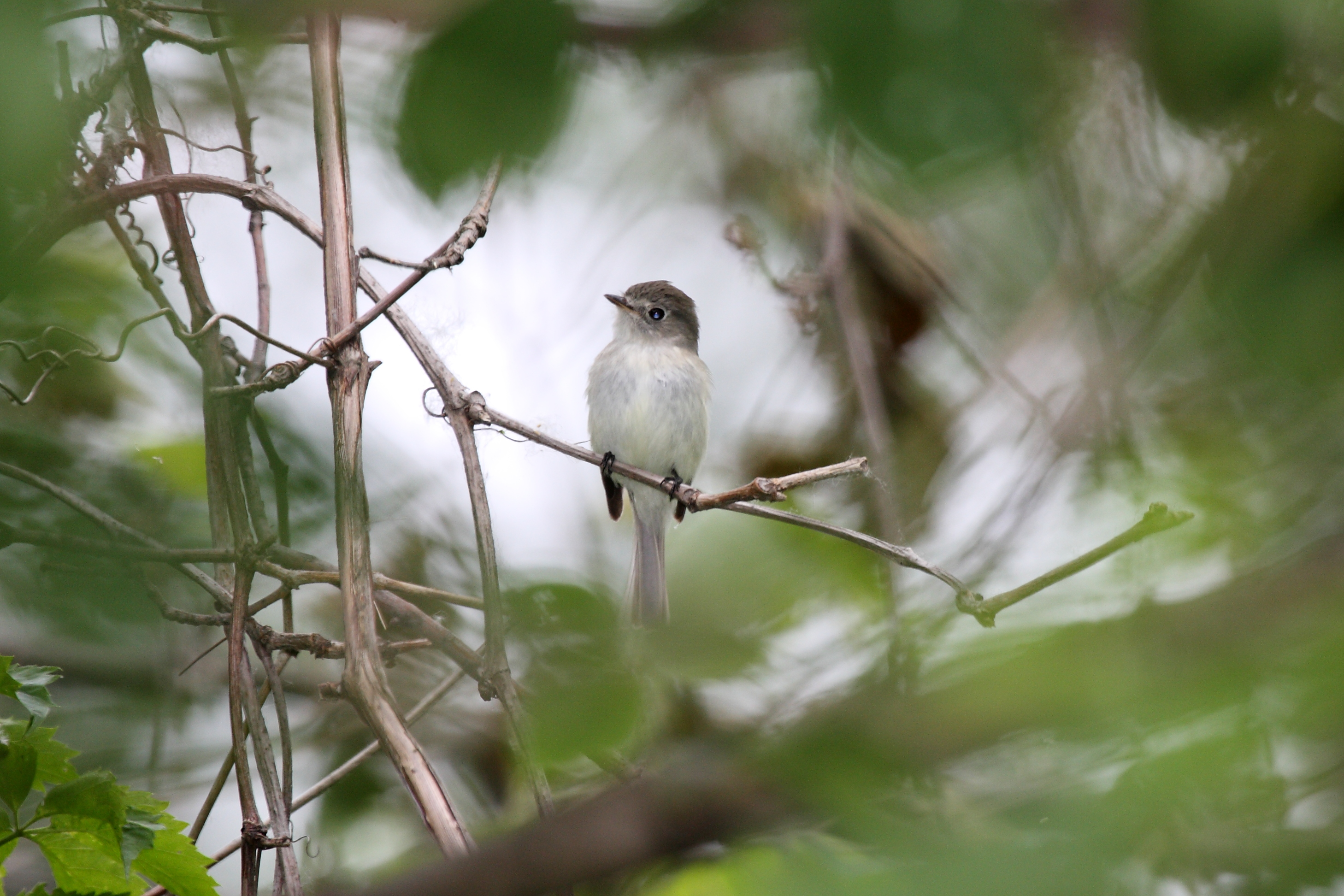
Moucherolle des aulnes

- Élénie verdâtre (Myiopagis viridicata)
- Élénie à ventre jaune (Elaenia flavogaster)
- Élénie siffleuse (Elaenia martinica) Rare/Accidentel
- Tyranneau à ventre jaune (Ornithion semiflavum)
- Tyranneau imberbe (Camptostoma imberbe)
- Tyranneau gobemoucheron (Zimmerius vilissimus)
- Tyranneau menu (Zimmerius parvus)
- Pipromorphe roussâtre (Mionectes oleagineus)
- Pipromorphe à tête brune (Leptopogon amaurocephalus)
- Bec-en-arc cendré (Oncostoma cinereigulare)
- Todirostre de Desmarest (Poecilotriccus sylvia)
- Todirostre familier (Todirostrum cinereum)
- Tyranneau à bec court (Rhynchocyclus brevirostris)
- Platyrhynque jaune-olive (Tolmomyias sulphurescens)
- Platyrhynque à queue courte (Platyrinchus cancrominus)
- Moucherolle phébi (Sayornis phoebe) Rare/Accidentel
- Moucherolle noir (Sayornis nigricans)
- Moucherolle à côtés olive (Contopus cooperi) Quasi menacé
- Moucherolle de Coues (Contopus pertinax)
- Pioui de l'Ouest (Contopus sordidulus) Rare/Accidentel
- Pioui de l'Est (Contopus virens)
- Moucherolle cendré (Contopus cinereus)
- Moucherolle à ventre jaune (Empidonax flaviventris)
- Moucherolle vert (Empidonax virescens)
- Moucherolle des saules (Empidonax traillii)
- Moucherolle des aulnes (Empidonax alnorum)
- Moucherolle à gorge blanche (Empidonax albigularis)
- Moucherolle tchébec (Empidonax minimus)
- Moucherolle vermillon (Pyrocephalus rubinus)
- Tyran pirate (Legatus leucophaius)
- Tyran sociable (Myiozetetes similis)
- Tyran quiquivi (Pitangus sulphuratus)
- Tyran tigré (Myiodynastes luteiventris)
- Tyran audacieux (Myiodynastes maculatus)
- Tyran pitangua (Megarynchus pitangua)
- Tyran mélancolique (Tyrannus melancholicus)
- Tyran de Couch (Tyrannus couchii)
- Tyran de Cassin (Tyrannus vociferans) Rare/Accidentel
- Tyran de l'Ouest (Tyrannus verticalis)
- Tyran à longue queue (Tyrannus forficatus)
- Tyran des savanes (Tyrannus savana)
- Tyran tritri (Tyrannus tyrannus)
- Tyran gris (Tyrannus dominicensis)
- Tyran plaintif (Rhytipterna holerythra)
- Tyran du Yucatan (Myiarchus yucatanensis)
- Tyran olivâtre (Myiarchus tuberculifer)
- Tyran huppé (Myiarchus crinitus)
- Tyran de Wied (Myiarchus tyrannulus)
- Attila à croupion jaune (Attila spadiceus)

## Cotingas
Ordre : Passeriformes - Famille : Cotingidae
Les Cotingidés sont des passereaux principalement arboricoles et frugivores.
- Cotinga céleste (Cotinga amabilis)
- Piauhau roux (Lipaugus unirufus)

## Manakins
Ordre : Passeriformes - Famille : Pipridae
Les Pipridés sont des passereaux à la silhouette ronde et au bec court et rond. Ils sont principalement frugivores et vivent dans les forêts de la zone néotropicale.
- Manakin à col blanc (Manacus candei)
- Manakin à cuisses jaunes (Ceratopipra mentalis)

## Bécardes et tityres
Ordre : Passeriformes - Famille : Tityridae
Les Tityridés sont des passereaux arboricoles et insectivores. Ils vivent dans la zone néotropicale.

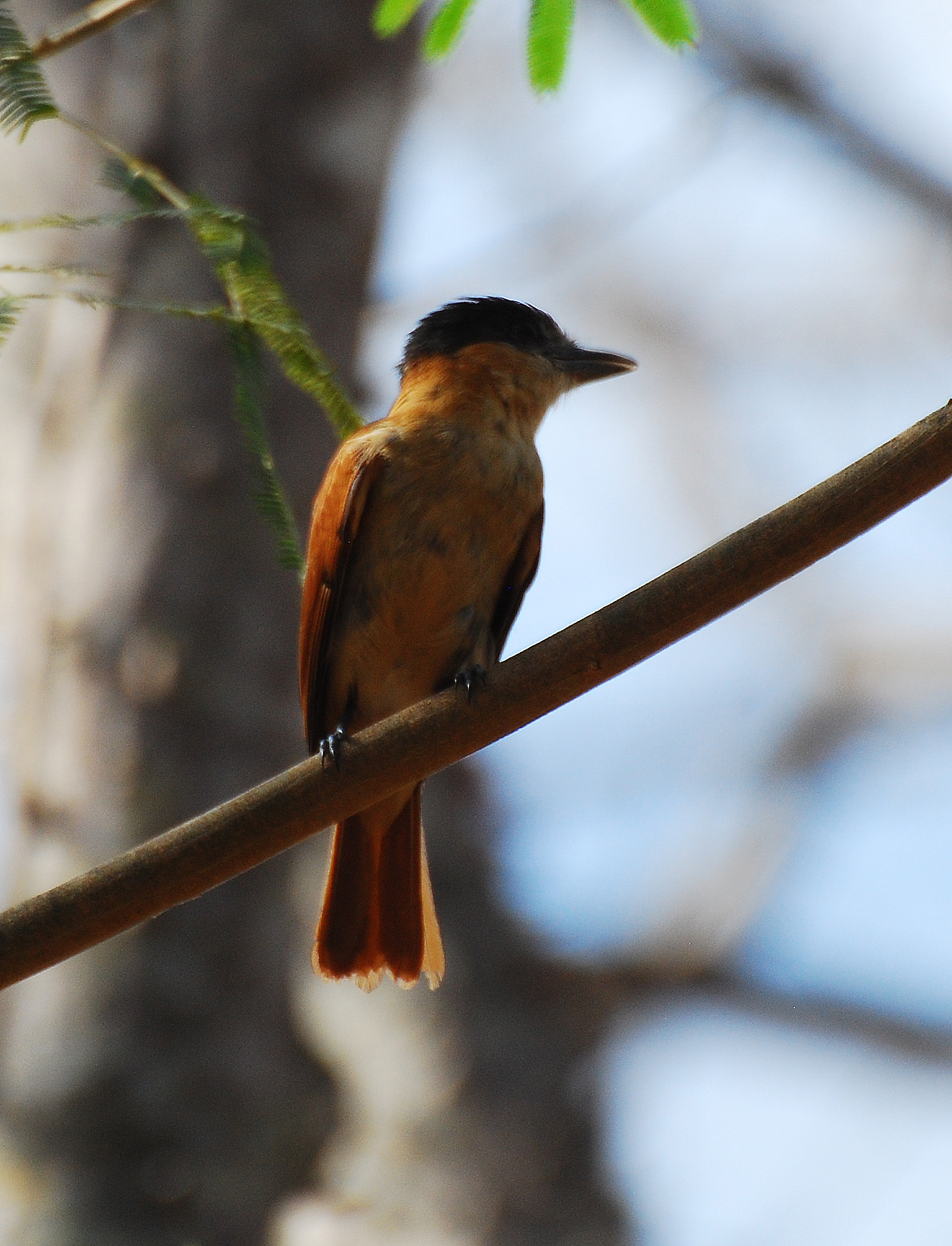
Bécarde à gorge rose

- Porte-éventail roi (Onychorhynchus coronatus)
- Moucherolle à croupion jaune (Myiobius sulphureipygius)
- Moucherolle rougequeue (Terenotriccus erythrurus)
- Tityre à tête noire (Tityra inquisitor)
- Tityre masqué (Tityra semifasciata)
- Antriade brun (Schiffornis veraepacis)
- Aulia tacheté (Laniocera rufescens)
- Bécarde cannelle (Pachyramphus cinnamomeus)
- Bécarde à ailes blanches (Pachyramphus polychopterus)
- Bécarde du Mexique (Pachyramphus major)
- Bécarde à gorge rose (Pachyramphus aglaiae)

## Viréos
Ordre : Passeriformes - Famille : Vireonidae
Les Vireonidés sont de petits passereaux trapus, chanteurs arboricoles et insectivores et même frugivores pour certains d'entre eux. On ne les trouve que sur le continent américain.

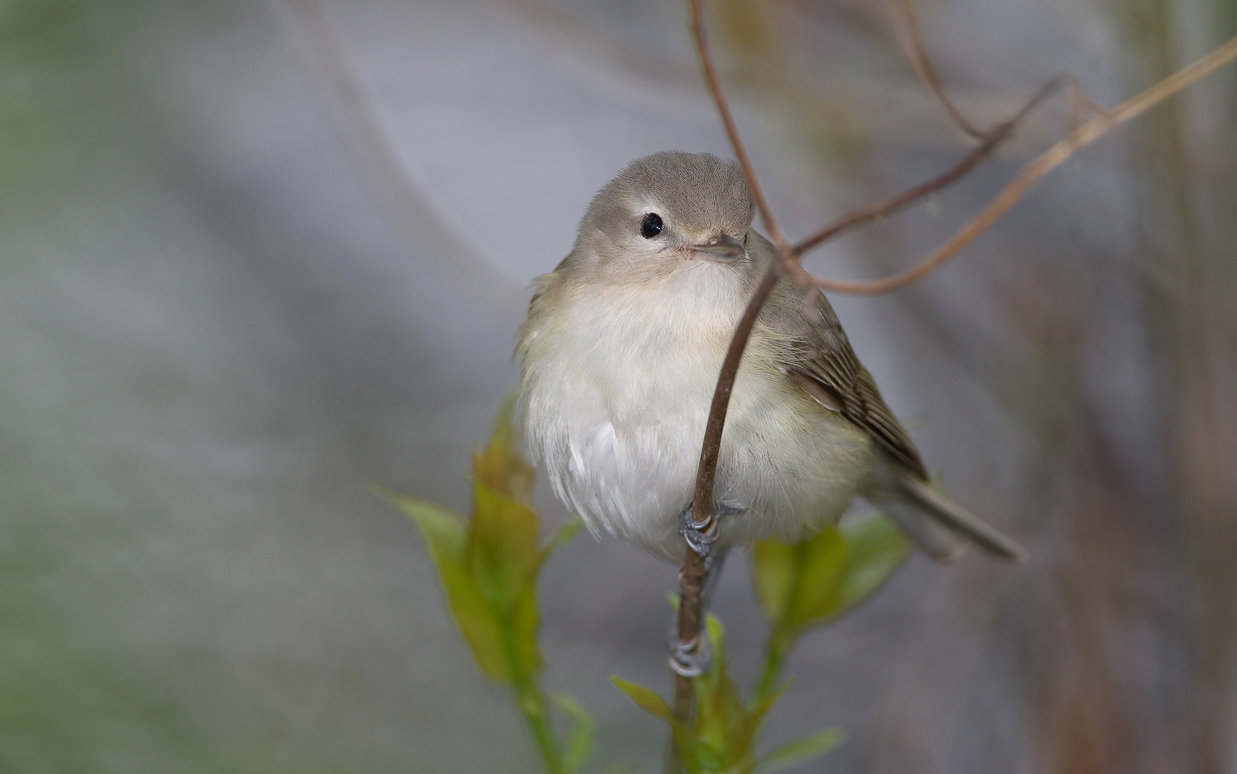
Viréo mélodieux

- Sourciroux mélodieux (Cyclarhis gujanensis)
- Smaragdan émeraude (Vireolanius pulchellus)
- Viréon à calotte rousse (Tunchiornis ochraceiceps)
- Viréon menu (Pachysylvia decurtatus)
- Viréo jaune-verdâtre (Vireo flavoviridis)
- Viréo aux yeux rouges (Vireo olivaceus)
- Viréo du Yucatan (Vireo magister)
- Viréo à moustaches (Vireo altiloquus) Rare/Accidentel
- Viréo de Philadelphie (Vireo philadelphicus)
- Viréo mélodieux (Vireo gilvus) Rare/Accidentel
- Viréo à gorge jaune (Vireo flavifrons)
- Viréo à tête bleue (Vireo solitarius)
- Viréo plombé (Vireo plumbeus)
- Viréo des mangroves (Vireo pallens)
- Viréo aux yeux blancs (Vireo griseus)
- Viréo de Bell (Vireo bellii) Rare/Accidentel

## Geais
Ordre : Passeriformes - Famille : Corvidae
Les Corvidés sont les plus grands des Passeriformes. Ils sont arboricoles, omnivores, bruyants et ce sont des oiseaux grégaires.
- Geai du Yucatan (Cyanocorax yucatanicus)
- Geai vert (Cyanocorax yncas)
- Geai enfumé (Psilorhinus morio)

## Jaseurs
Ordre : Passeriformes - Famille : Bombycillidae
Les Bombycillidés sont des oiseaux arboricoles frugivores mais qui se nourrissent également d'insectes.
- Jaseur d'Amérique (Bombycilla cedrorum)

## Hirondelles
Ordre : Passeriformes - Famille : Hirundinidae
Les Hirundinidés sont des passereaux insectivores qui se nourrissent en vol.

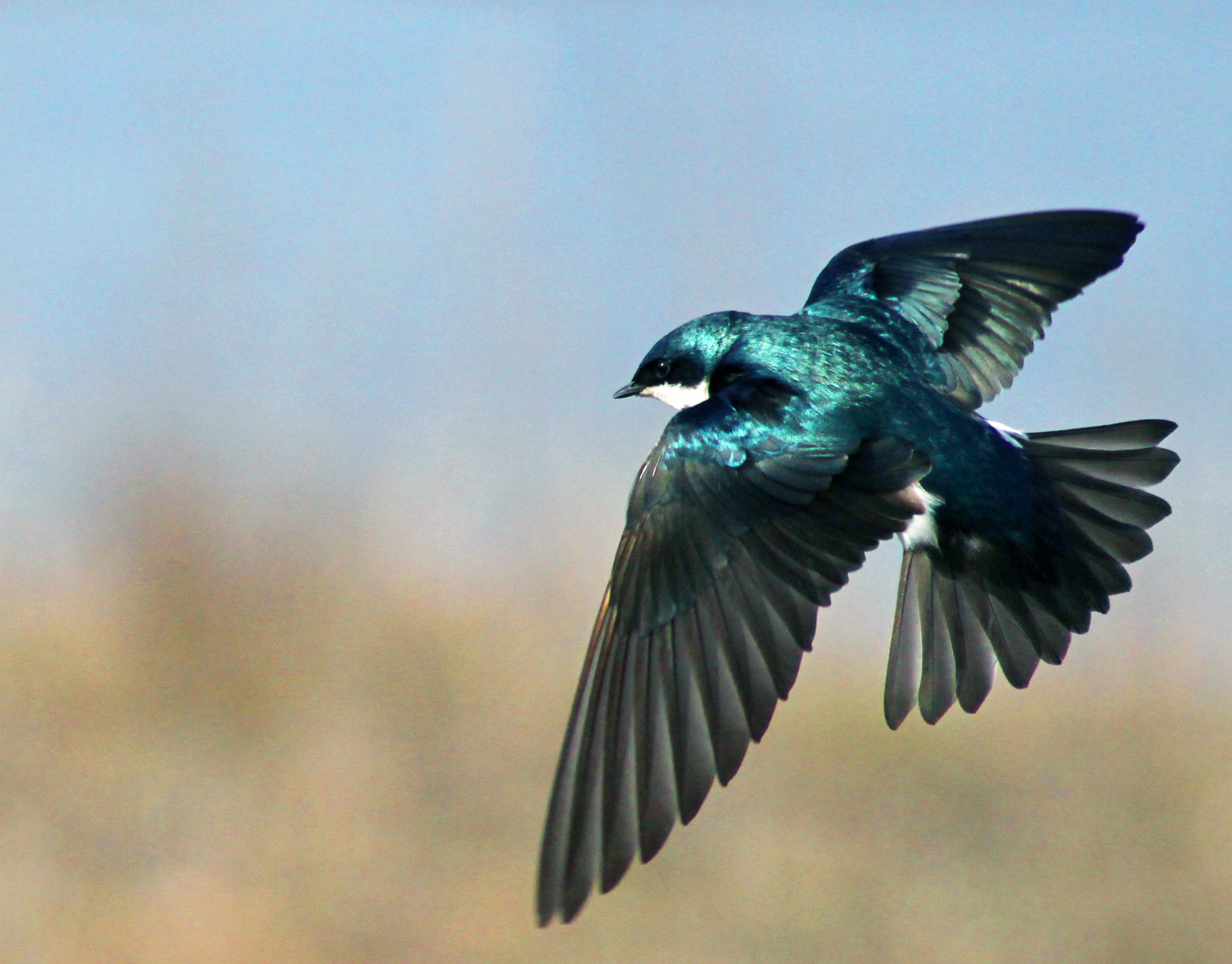
Hirondelle bicolore

- Hirondelle de rivage (Riparia riparia)
- Hirondelle bicolore (Tachycineta bicolor)
- Hirondelle à face blanche (Tachycineta thalassina) Rare/Accidentel
- Hirondelle des mangroves (Tachycineta albilinea)
- Hirondelle à ailes hérissées (Stelgidopteryx serripennis)
- Hirondelle tapère (Progne tapera) Rare/Accidentel
- Hirondelle noire (Progne subis)
- Hirondelle chalybée (Progne chalybea)
- Hirondelle du Sinaloa (Progne sinaloae) Rare/Accidentel - Vulnérable
- Hirondelle rustique (Hirundo rustica)
- Hirondelle à front blanc (Petrochelidon pyrrhonota)
- Hirondelle à front brun (Petrochelidon fulva)

## Roitelets
Ordre : Passeriformes - Famille : Regulidae
Les Régulidés sont de tout petits passereaux insectivores. Ils vivent dans les forêts conifériennes. Leur bec fin et pointu leur sert à capturer de menues proies en toutes saisons
- Roitelet à couronne rubis (''Corthylio calendula'') Rare/Accidentel

## Troglodytes
Ordre : Passeriformes - Famille : Troglodytidae
Les Troglodytidés sont de petits oiseaux trapus vivant à l'abri des feuillages et des broussailles à la recherche d'insectes. Ils se rencontrent dans les zones néotropicale et néarctique.

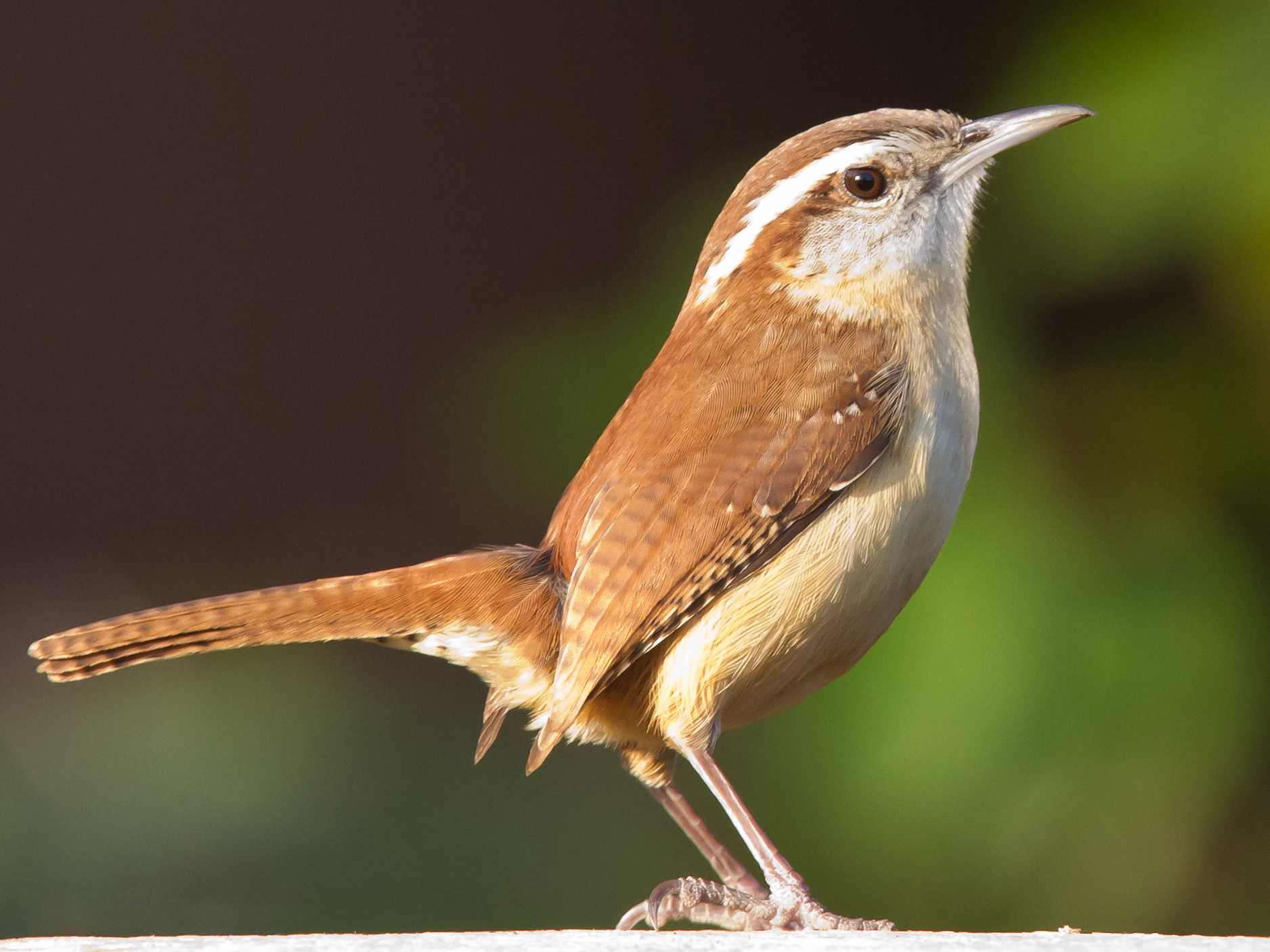
Troglodyte de Caroline

- Troglodyte zoné (Campylorhynchus zonatus)
- Troglodyte à bec court (Cistothorus platensis)
- Troglodyte à poitrine tachetée (Pheugopedius maculipectus)
- Troglodyte modeste (Cantorchilus modestus)
- Troglodyte de Caroline (Thryothorus ludovicianus)
- Troglodyte familier (Troglodytes aedon)
- Troglodyte à ventre blanc (Uropsila leucogastra)
- Troglodyte à poitrine blanche (Henicorhina leucoticta)
- Troglodyte à poitrine grise (Henicorhina leucophrys) Rare/Accidentel
- Troglodyte philomèle (Microcerculus philomela)

## Gobemoucherons
Ordre : Passeriformes - Famille : Polioptilidae
Les Polioptilidés sont des oiseaux insectivores qui ne se rencontrent que sur le continent américain. Ils fréquentent les sous-bois denses de la forêt tropicale.
- Microbate à long bec (Ramphocaenus melanurus)
- Gobemoucheron à sourcils blancs (''Polioptila bilineata'')
- Gobemoucheron gris-bleu (Polioptila caerulea)

## Moqueurs
Ordre : Passeriformes - Famille : Mimidae
Les Mimidés sont des oiseaux du Nouveau Monde. Ils sont omnivores et se nourrissent au sol.
- Moqueur chat (Dumetella carolinensis)
- Moqueur noir (Melanoptila glabrirostris) Quasi menacé
- Moqueur polyglotte (Mimus polyglottos) Rare/Accidentel
- Moqueur des savanes (Mimus gilvus)

## Grives et merles
Ordre : Passeriformes - Famille : Turdidae
Les Turdidés sont des oiseaux insectivores mais également frugivores. Ce sont d'excellents chanteurs et ils se retrouvent de la forêt dense aux déserts.
- Merlebleu de l'Est (Sialia sialis)

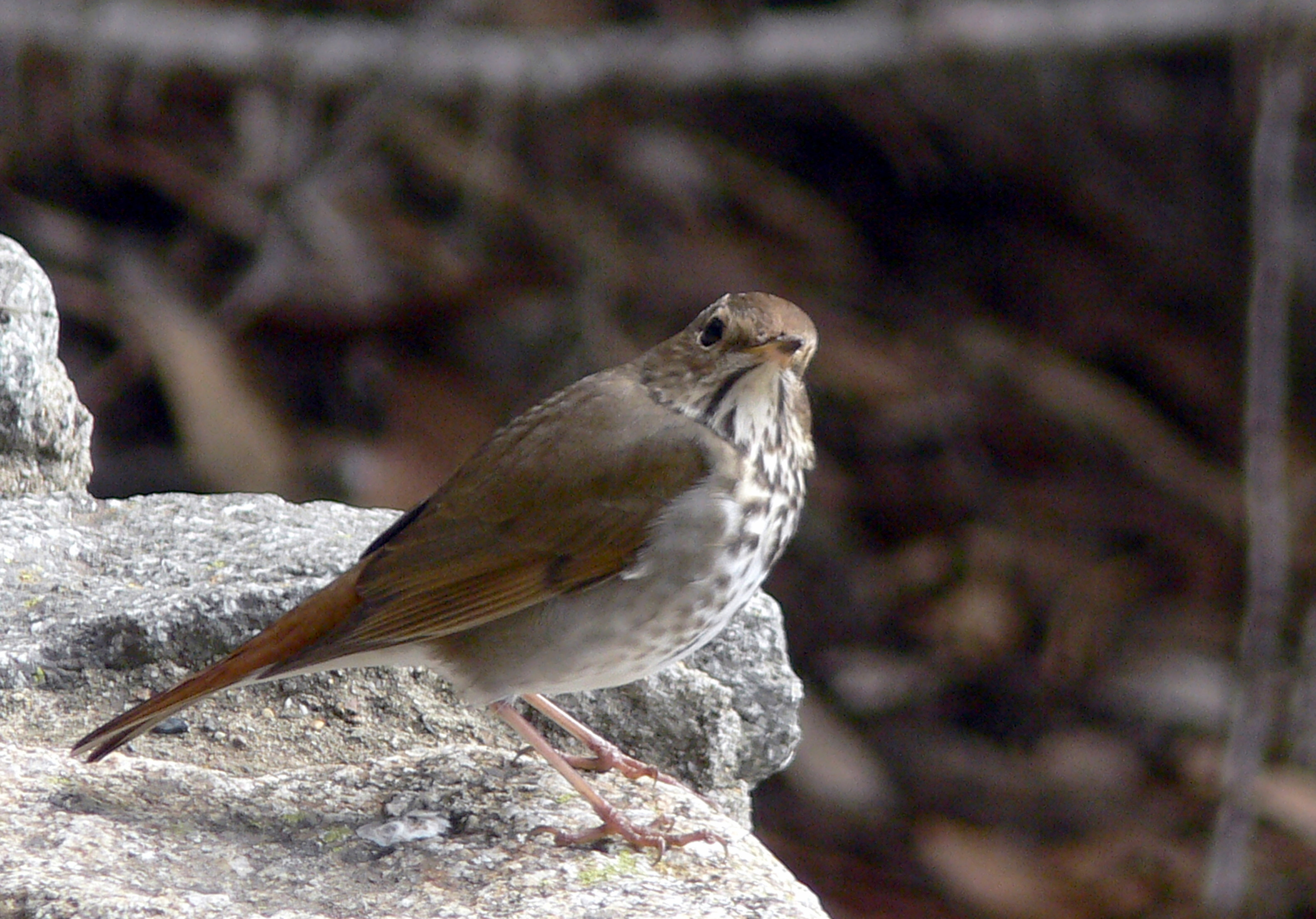
Grive solitaire

- Solitaire ardoisé (Myadestes unicolor)
- Grive des bois (Hylocichla mustelina)
- Grive à dos olive (Catharus ustulatus)
- Grive solitaire (Catharus guttatus) Rare/Accidentel
- Grive à joues grises (Catharus minimus)
- Grive fauve (Catharus fuscescens)
- Merle d'Amérique (Turdus migratorius) Rare/Accidentel
- Merle à gorge blanche (Turdus assimilis)
- Merle fauve (Turdus grayi)

## Moineaux
Ordre : Passeriformes - Famille : Passeridae
Les Passeridés sont des oiseaux granivores qui se nourrissent principalement au sol. Ils se déplacent en sautillant.
- Moineau domestique (Passer domesticus) Introduit

## Capucins
Ordre : Passeriformes - Famille : Estrildidae
Les Estrildidés sont des oiseaux granivores.
- Capucin à dos marron (Lonchura malacca) Introduit

## Pipits
Ordre : Passeriformes - Famille : Motacillidae
Les Motacillidés sont des oiseaux terrestres insectivores qui se déplacent en marchant en non en sautillant.
- Pipit d'Amérique (Anthus rubescens) Rare/Accidentel

## Chardonnerets et organistes
Ordre : Passeriformes - Famille : Fringillidae
Les Fringillidés sont des oiseaux arboricoles et frugivores qui vivent principalement en forêt.
- Bec-croisé des sapins (Loxia curvirostra)
- Chardonneret à tête noire (Spinus notatus)
- Chardonneret mineur (Spinus psaltria)
- Organiste de brousse (Euphonia affinis)

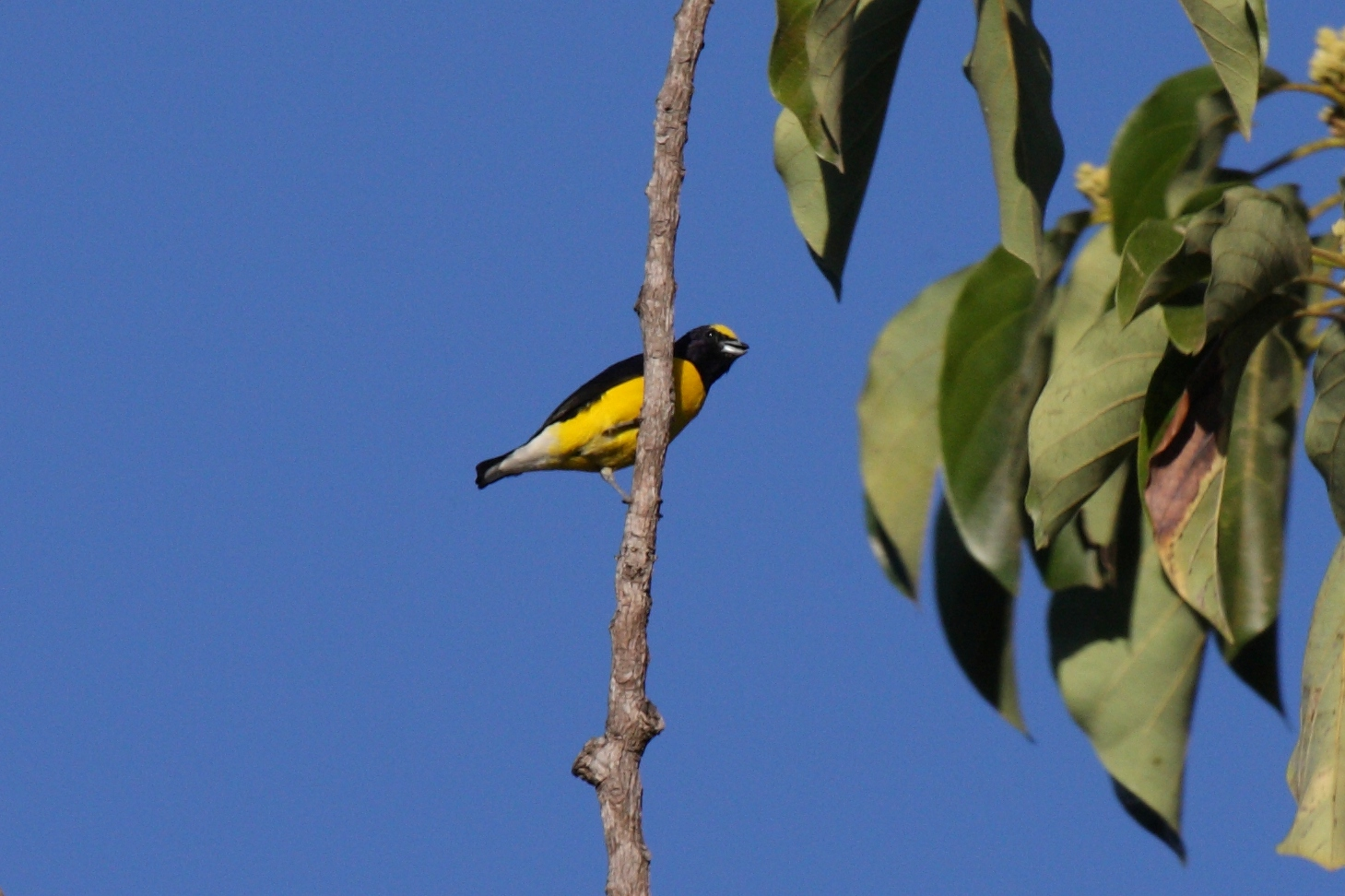
Organiste de brousse

- Organiste à gorge jaune (Euphonia hirundinacea)
- Organiste à capuchon (Euphonia elegantissima) Rare/Accidentel
- Organiste olive (Euphonia gouldi)
- Organiste cul-blanc (Euphonia minuta) Rare/Accidentel

## Bruants et tohis
Ordre : Passeriformes - Famille : Passerellidae
Les Passerellidés sont des oiseaux granivores au bec conique puissant. On les retrouve sur le continent américain, de l'Arctique à la Terre de Feu.
- Chlorospin des buissons (Chlorospingus flavopectus)
- Bruant de Botteri (Peucaea botterii)
- Bruant sauterelle (Ammodramus savannarum)
- Tohi olive (Arremonops rufivirgatus)

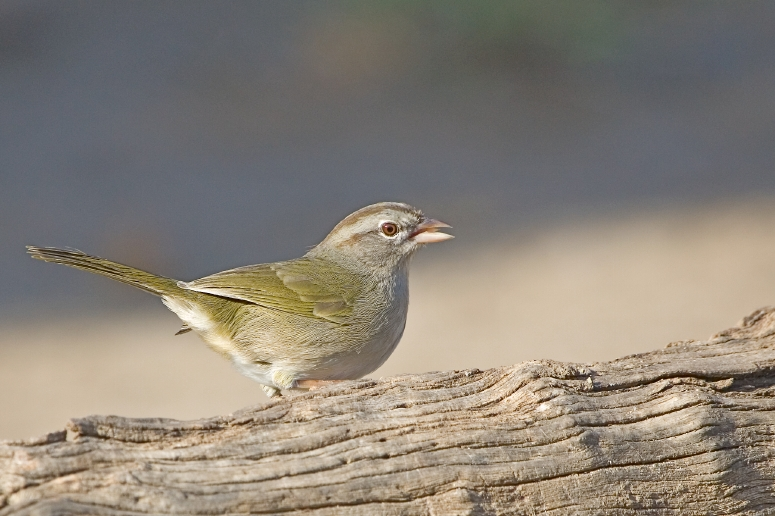
Tohi olive

- Tohi à dos vert (Arremonops chloronotus)
- Bruant à joues marron (Chondestes grammacus) Rare/Accidentel
- Bruant familier (Spizella passerina)
- Bruant des plaines (Spizella pallida) Rare/Accidentel
- Tohi à bec orange (Arremon aurantiirostris)
- Bruant à couronne blanche (Zonotrichia leucophrys) Rare/Accidentel
- Bruant à gorge blanche (Zonotrichia albicollis) Rare/Accidentel
- Bruant vespéral (Pooecetes gramineus) Rare/Accidentel
- Bruant des prés (Passerculus sandwichensis)
- Bruant de Lincoln (Melospiza lincolnii)
- Tohi à face blanche (Melozone biarcuata) Rare/Accidentel
- Tohi roussâtre (Aimophila rufescens)

## Ictéries
Ordre : Passeriformes - Famille : Icteriidae
Les Icteriidés sont de petits passereaux qui ne comportent qu'une seule espèce qui faisait autrefois partie de la famille des parulines du Nouveau Monde, mais en 2017, l'American Ornithological Society l'a transféré dans sa propre famille. Son placement n'est pas définitivement résolu.
- Ictérie polyglotte (Icteria virens)

## Cassiques et orioles
Ordre : Passeriformes - Famille : Icteridae
Les Ictéridés sont des oiseaux confinés au Nouveau Monde. Ils ont un long bec pointu et sont de fabuleux chanteurs.
- Carouge à tête jaune (Xanthocephalus xanthocephalus) Rare/Accidentel
- Goglu des prés (Dolichonyx oryzivorus)
- Sturnelle des prés (Sturnella magna) Quasi menacé
- Cassique à bec jaune (Amblycercus holosericeus)
- Cassique à ailes jaunes (Cassiculus melanicterus) Rare/Accidentel
- Cassique à tête brune (Psarocolius wagleri)
- Cassique de Montezuma (Psarocolius montezuma)
- Oriole noir et or (Icterus chrysater)

- Oriole orange (Icterus auratus)

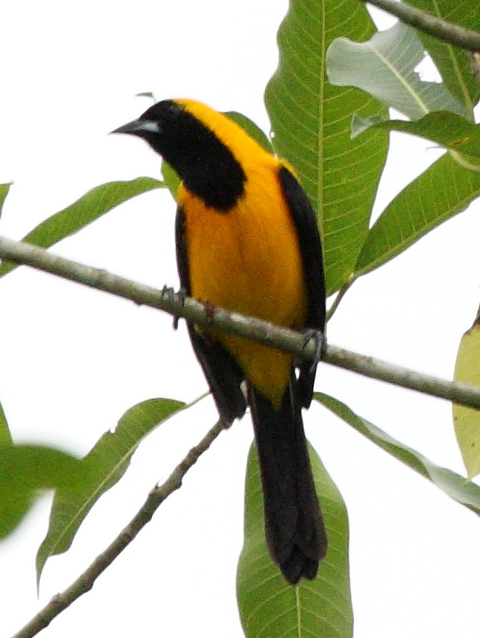
Oriole noir et or

- Oriole à gros bec (Icterus gularis)
- Oriole de Bullock (Icterus bullockii) Rare/Accidentel
- Oriole de Baltimore (Icterus galbula)
- Oriole à queue jaune (Icterus mesomelas)
- Oriole maculé (Icterus pectoralis)
- Oriole masqué (Icterus cucullatus)
- Oriole monacal (Icterus prosthemelas)
- Oriole des vergers (Icterus spurius)
- Carouge à épaulettes (Agelaius phoeniceus)
- Vacher géant (Molothrus oryzivorus)
- Vacher luisant (Molothrus bonariensis) Rare/Accidentel
- Vacher bronzé (Molothrus aeneus)
- Vacher à tête brune (Molothrus ater) Rare/Accidentel
- Quiscale chanteur (Dives dives)
- Quiscale à longue queue (Quiscalus mexicanus)

## Parulines
Ordre : Passeriformes - Famille : Parulidae
Les Parulidés ne se rencontrent que sur le continent américain. Il existe un groupe migrateur, arboricole, et un groupe résident que l'on trouve dans les sous-bois.

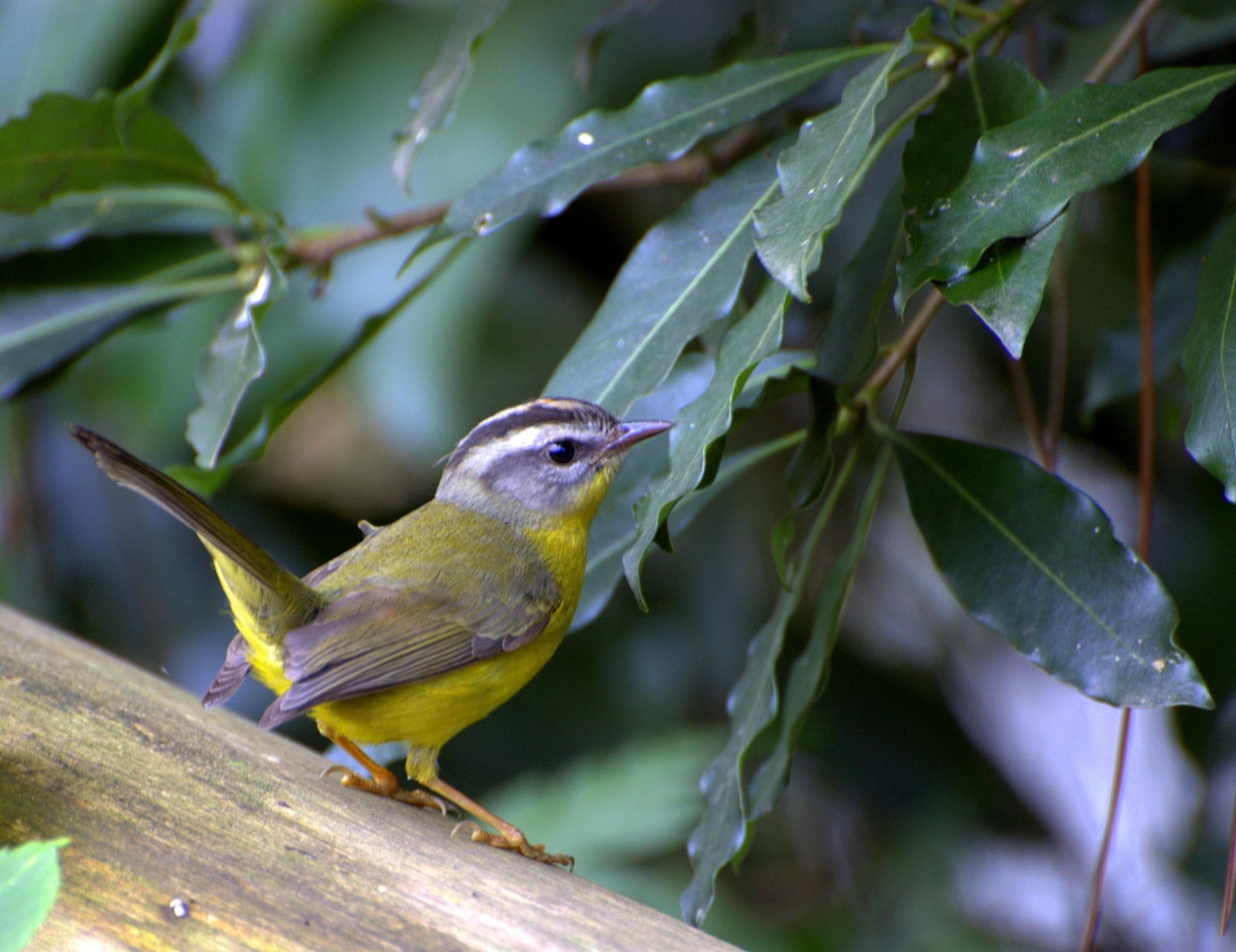
Paruline à couronne dorée

- Paruline couronnée (Seiurus aurocapilla)
- Paruline vermivore (Helmitheros vermivorum)
- Paruline hochequeue (Parkesia motacilla)
- Paruline des ruisseaux (Parkesia noveboracensis)
- Paruline à ailes dorées (Vermivora chrysoptera) Quasi menacé
- Paruline à ailes bleues (Vermivora cyanoptera)
- Paruline noir et blanc (Mniotilta varia)
- Paruline orangée (Protonotaria citrea)
- Paruline de Swainson (Limnothlypis swainsonii)
- Paruline obscure (Oreothlypis peregrina)
- Paruline verdâtre (Oreothlypis celata) Rare/Accidentel
- Paruline à joues grises (Oreothlypis ruficapilla)
- Paruline de Virginia (Oreothlypis virginiae) Rare/Accidentel
- Paruline à gorge grise (Oporornis agilis) Rare/Accidentel
- Paruline à calotte grise (Geothlypis poliocephala)
- Paruline des buissons (Geothlypis tolmiei) Rare/Accidentel
- Paruline triste (Geothlypis philadelphia)
- Paruline du Kentucky (Geothlypis formosa)
- Paruline masquée (Geothlypis trichas)
- Paruline à capuchon (Setophaga citrina)
- Paruline flamboyante (Setophaga ruticilla)
- Paruline tigrée (Setophaga tigrina)
- Paruline azurée (Setophaga cerulea) Quasi menacé
- Paruline à collier (Setophaga americana)
- Paruline à joues noires (Setophaga pitiayumi) Rare/Accidentel
- Paruline à tête cendrée (Setophaga magnolia)
- Paruline à poitrine baie (Setophaga castanea)
- Paruline à gorge orangée (Setophaga fusca)
- Paruline jaune (Setophaga petechia)
- Paruline à flancs marron (Setophaga pensylvanica)
- Paruline rayée (Setophaga striata) Quasi menacé
- Paruline bleue (Setophaga caerulescens)
- Paruline à couronne rousse (Setophaga palmarum)
- Paruline à croupion jaune (Setophaga coronata)
- Paruline à gorge jaune (Setophaga dominica)
- Paruline des prés (Setophaga discolor)
- Paruline de Grace (Setophaga graciae)
- Paruline grise (Setophaga nigrescens) Rare/Accidentel
- Paruline de Townsend (Setophaga townsendi) Rare/Accidentel
- Paruline à tête jaune (Setophaga occidentalis) Rare/Accidentel
- Paruline à dos noir (Setophaga chrysoparia) Rare/Accidentel En danger
- Paruline à gorge noire (Setophaga virens)
- Paruline à calotte rousse (Basileuterus rufifrons)
- Paruline à couronne dorée (Basileuterus culicivorus)
- Paruline du Canada (Cardellina canadensis)
- Paruline à calotte noire (Cardellina pusilla)

## Cardinaux et pirangas
Ordre : Passeriformes - Famille : Cardinalidae
Les Cardinalidés sont des oiseaux qui se rencontrent dans les milieux forestiers.
- Piranga à gorge rose (Piranga roseogularis)
- Piranga orangé (Piranga flava)
- Piranga vermillon (Piranga rubra)
- Piranga écarlate (Piranga olivacea)
- Piranga à tête rouge (Piranga ludoviciana)
- Piranga à dos rayé (Piranga bidentata) Rare/Accidentel
- Piranga bifascié (Piranga leucoptera)
- Habia à couronne rouge (Habia rubica)
- Habia à gorge rouge (Habia fuscicauda)
- Cardinal à ventre blanc (Caryothraustes poliogaster)
- Cardinal rouge (Cardinalis cardinalis)
- Cardinal à poitrine rose (Pheucticus ludovicianus)

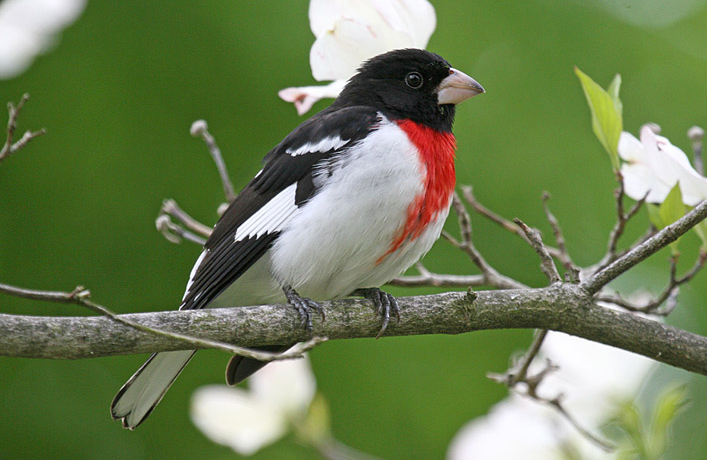
Cardinal à poitrine rose

- Cardinal à tête noire (Pheucticus melanocephalus) Rare/Accidentel
- Granatelle à plastron (Granatellus sallaei)
- Sporophile bleu (Amaurospiza concolor)
- Évêque bleu-noir (Cyanocompsa cyanoides)
- Evêque paré (Cyanocompsa parellina)
- Guiraca bleu (Passerina caerulea)
- Passerin azuré (Passerina amoena) Rare/Accidentel
- Passerin indigo (Passerina cyanea)
- Passerin nonpareil (Passerina ciris) Quasi menacé
- Dickcissel d'Amérique (Spiza americana)

## Sporophiles et tangaras
Ordre : Passeriformes - Famille : Thraupidae
Les Thraupidés sont des oiseaux qui vivent dans les forêts de la zone néotropicale pour la majorité d'entre eux. Ils sont insectivores et frugivores.
- Tangara à tête grise (Eucometis penicillata)
- Tangara à gorge noire (Lanio aurantius)
- Tangara ceinturé (Ramphocelus sanguinolentus)
- Tangara à croupion rouge (Ramphocelus passerinii)
- Tangara évêque (Thraupis episcopus)

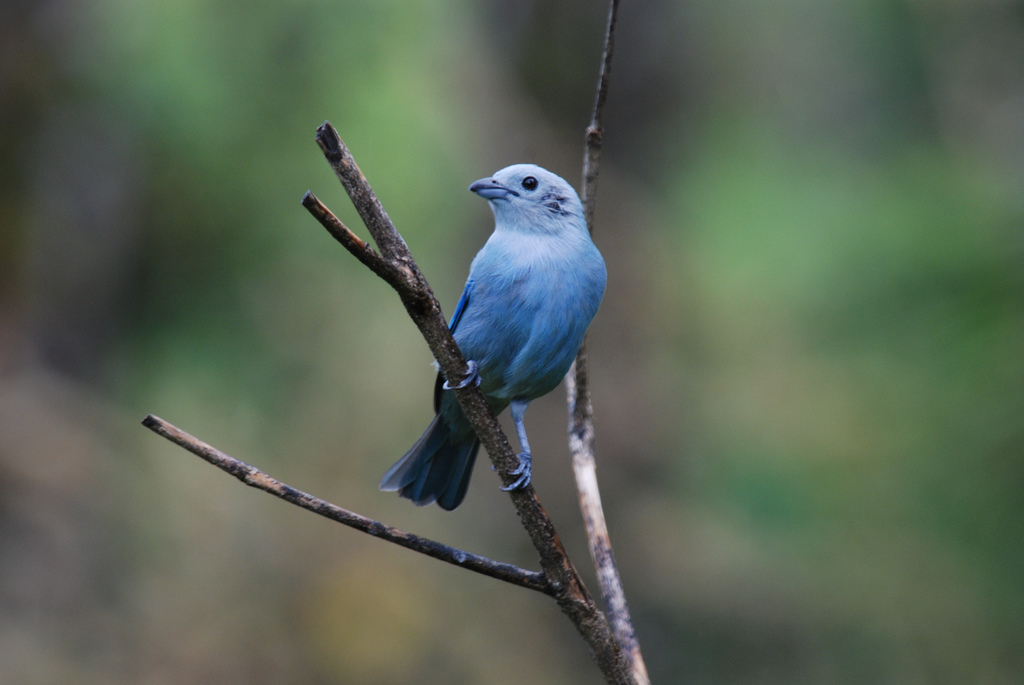
Tangara évêque

- Tangara à miroir jaune (Thraupis abbas)
- Calliste à coiffe d'or (Tangara larvata)
- Guit-guit brillant (Cyanerpes lucidus)
- Guit-guit saï (Cyanerpes cyaneus)
- Tangara émeraude (Chlorophanes spiza)
- Sicale des savanes (Sicalis luteola)
- Jacarini noir ((Volatinia jacarina)
- Sporophile à bec fort (Sporophila funerea)
- Sporophile variable (Sporophila corvina)
- Sporophile à col blanc (Sporophila torqueola)
- Sporophile ardoisé (Sporophila schistacea)
- Sucrier à ventre jaune (Coereba flaveola)
- Cici grand-chanteur (Tiaris olivaceus) Rare/Accidentel
- Saltator des grands bois (Saltator maximus)
- Saltator à tête noire (Saltator atriceps)
- Saltator gris (Saltator coerulescens)